# English As She Is Spoke
Vous lisez un « bon article » labellisé en 2018.
Ne doit pas être confondu avec L'Anglais tel qu'on le parle.
English As She Is Spoke est le titre sous lequel est connu O Novo Guia da Conversação em Portuguez e Inglez (« Le Nouveau Guide de la conversation en portugais et en anglais »), un guide de conversation luso-anglais publié initialement en 1855 à Paris par la veuve de l'un des plus grands éditeurs en langue portugaise de l'époque, Jean-Pierre Aillaud, sous la signature d'un grammairien portugais réputé, José da Fonseca, et d'un apparent inconnu, Pedro Carolino. Le livre, épuisé et recherché, est republié en 1869 par le seul Carolino, sous le titre de New Guide of the Conversation in Portuguese and English, mais ne devient célèbre qu'après la publication quasi simultanée, en 1883, d'English As She Is Spoke (« L'Anglais comme elle est parlait »), une élégante anthologie anglaise de ce texte, et d'une réimpression américaine du New Guide de 1869, préfacée par Mark Twain.
Cet ouvrage est notoire pour sa drôlerie involontaire, due au fait que son ou ses auteurs ne parlaient manifestement pas l'anglais. Il a fait l'objet de plusieurs rééditions au XXIe siècle. Son titre est devenu une expression proverbiale, employée pour désigner des efforts maladroits pour maîtriser les subtilités de la langue anglaise.

## Présentation duNovo guia da conversação em portuguez e inglez

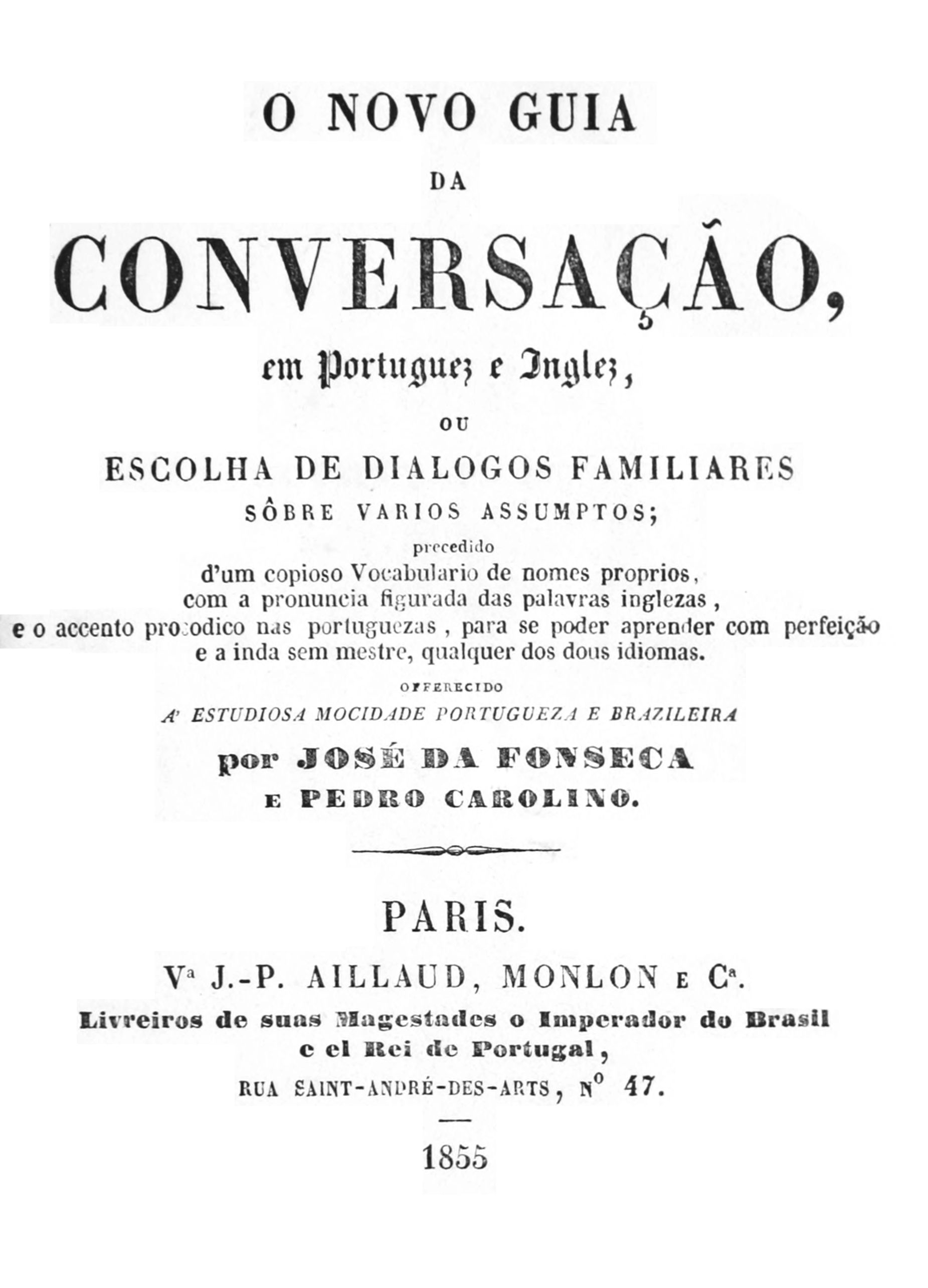
Page de titre du Novo guia da conversação em portuguez e inglez (1855).

En 1855, la veuve Aillaud, qui tient à Paris, rue Saint-André-des-Arts, une librairie portugaise se prévalant de fournir le roi du Portugal et l'empereur du Brésil, publie O Novo guia da conversação em portuguez e inglez, sous les signatures jointes de José da Fonseca et de Pedro Carolino. Il s'agit d'un petit guide de conversation luso-anglais, de format carré, à la couverture verte, qui compte 182 pages au format in-seize. Il porte comme sous-titre « Choix de dialogues familiers sur différents sujets, précédé d'un copieux vocabulaire de noms propres, avec une prononciation figurée des mots anglais et l'accent prosodique pour ceux portugais, pour être capable d'apprendre à la perfection et de plus sans professeur l'une ou l'autre de ces deux langues, offert à la jeunesse studieuse du Portugal et du Brésil ».

### Les auteurs

#### José da Fonseca

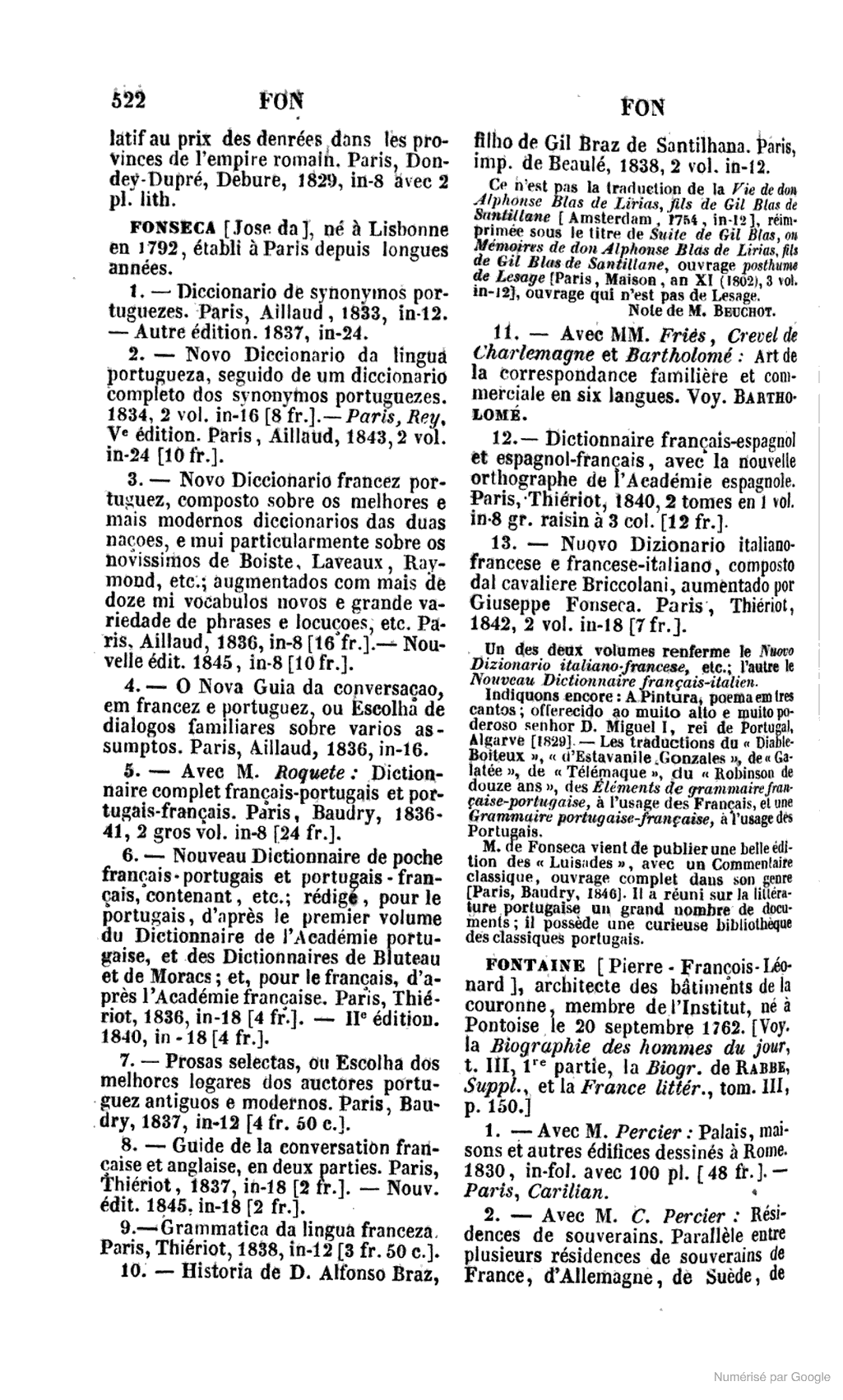
Notice de Joseph Marie Quérard sur José da Fonseca (1848).

José da Fonseca, parfois nommé Joseph ou Giuseppe, né à Lisbonne en 1792, est un lettré portugais. Après avoir étudié le dessin et la peinture, il s'établit vers 1817 à Paris, où il se lie avec le poète émigré Francisco Manoel de Nascimento, qui lui inculque une forme de « militantisme lexicographique »,. Fonseca publie à Paris en 1829 A Pintura, un poème en trois chants, dans la préface duquel il fait notamment état de ses réflexions sur l'orthographe du portugais et sur les avanies de traduction des auteurs portugais en français, ainsi qu'un Nouveau dictionnaire de la langue portugaise, qui sera plusieurs fois réimprimé sans modification jusqu'en 1843. Suivent en 1833 un Dictionnaire de synonymes portugais ; en 1836 un Nouveau dictionnaire français-portugais,, qui, avec plus de 30 000 entrées dans chaque partie, deviendra le dictionnaire français-portugais et portugais-français de référence au XIXe siècle ; et en 1837 des Proses choisies des meilleurs auteurs portugais anciens et modernes,. La même année, il « retouche et corrige » la version portugaise du Télémaque polyglotte, une traduction synoptique en cinq langues des Aventures de Télémaque, lesquelles sont au début du XIXe siècle un ouvrage très apprécié dans toute l'Europe pour l'apprentissage des langues. En 1839, il se charge de la partie portugaise d'un Art de la correspondance polyglotte, également en six langues. En 1854, il est responsable d'une réédition augmentée de la grammaire portugaise de Pierre-Louis Siret, que publie Aillaud en précisant sur la page de titre que Fonseca est « professeur des langues portugaise et française ».
Fonseca est polyglotte et témoigne de sa « versatilité » en publiant en 1840 un Dictionnaire français-espagnol et espagnol-français dont la page de titre précise qu'il est « professeur de langues espagnole et portugaise » et en 1843 une version « augmentée » du dictionnaire français-italien et italien-français de Briccolani. Son dictionnaire portugais, publié en 1848 par Aillaud dans une version « entièrement nouvelle et considérablement augmentée » par José Ignacio Roquette, est considéré par des historiens de la lexicographie portugaise comme « l'œuvre la plus diffusée de la lexicographie parisienne portugaise, [qui] peut être prise comme modèle de référence des dictionnaires pratiques et scolaires » dont l'usage s'est répandu au cours du XIXe siècle. Outre ses travaux lexicographiques, Fonseca est également l'auteur de plusieurs traductions ou adaptations de romans en portugais. Le roi Pierre V lui accordera une pension.

#### Pedro Carolino

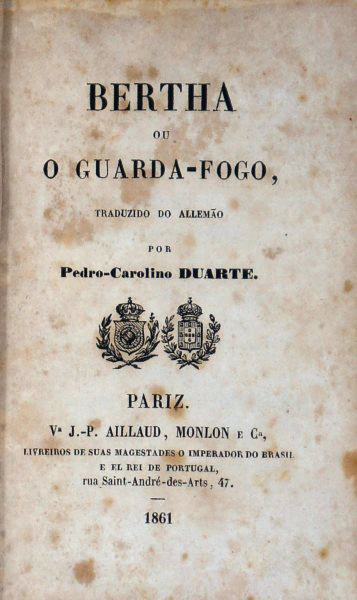
Page de titre de la traduction d'un roman de Christoph von Schmid par Pedro Carolino Duarte, publiée en 1861 par l'éditeur du Novo guia.

L'identité de l'autre signataire, Pedro Carolino, est longtemps restée mystérieuse. George Monteiro, après avoir dans un premier temps tenu pour acquis qu'il s'agissait d'un pseudonyme de Fonseca, considère en 2004 qu'il est possible qu'il s'agisse de Pedro Carolino Duarte. Cette identification, qui est une certitude pour Márcia Abreu, Paulo Motta Oliveira, Telmo Verdelho et João Paulo Silvestre, est celle retenue par la Bibliothèque nationale du Portugal. Pedro Carolino Duarte est un auteur brésilien originaire de Rio de Janeiro, ayant vécu à Paris,,, où sa présence est attestée en 1856, et connu par ailleurs pour ses traductions des romans alors très populaires de Christoph von Schmid,, publiées par le même éditeur que le Novo guia, la veuve Aillaud,,,,,. Il participe également, pour la partie en portugais, aux guides polyglottes publiés à partir de 1856 par l'éditeur Garnier,,.
| |  |  |
| Publicité de 1864 pour les Guides polyglottes Garnier, où Carolino Duarte est présenté comme le co-auteur des versions English-Portuguese et Portugez-inglez, et page de titre de cette dernière (s.d.) qu'il signe seul. |  |  |

Les premiers lecteurs anglais du Novo guia attribuent la responsabilité de l'ouvrage aux deux signataires, José da Fonseca et Pedro Carolino. Mais au fil du temps, un consensus se forme pour exempter Fonseca de toute responsabilité dans la déplorable traduction anglaise et n'attribuer cette dernière qu'à Pedro Carolino, c'est-à-dire vraisemblablement Pedro Carolino Duarte. Cette évolution de l'appréciation critique est due à plusieurs facteurs : la réputation de sérieux et de rigueur de Fonseca, qui pousse à ne lui attribuer que la création du guide luso-français dont le Novo guia est l'adaptation ; le fait qu'il a écrit un guide de conversation franco-anglais exempt des fautes du Novo Guia ; et celui que Pedro Carolino [Duarte] a signé seul la réédition de 1869. Cette attribution n'est pas contredite par le fait que Duarte a publié un autre guide de conversation luso-anglais, puisque ce dernier ouvrage n'est qu'une adaptation du guide polyglotte auquel il n'avait contribué que pour la traduction du français au portugais.

### L'éditeur

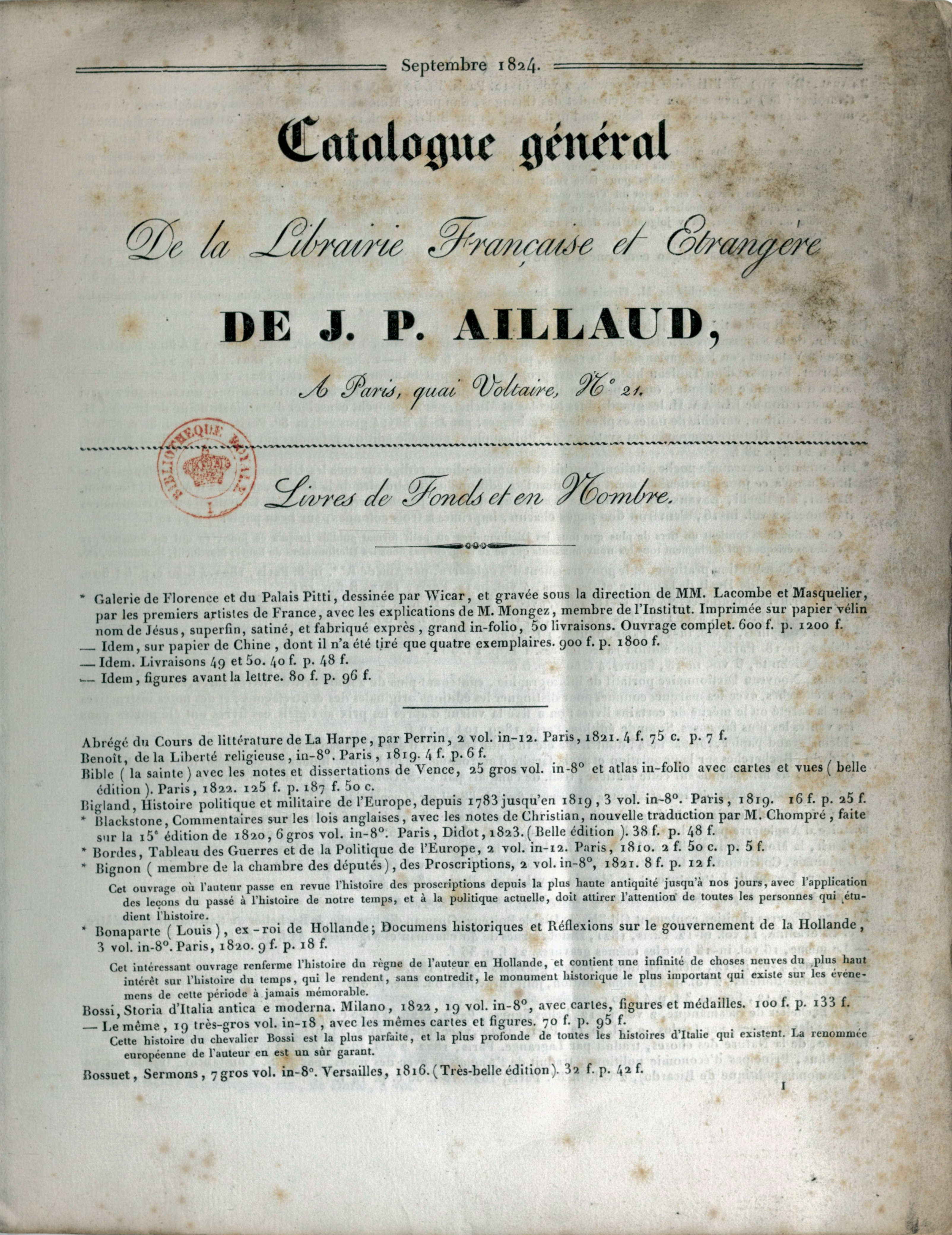
Première page du catalogue général de la librairie Aillaud (1824).

João-Pedro (ou Jean-Pierre) Aillaud (1789-1852), né à Coimbra, est le fils du libraire Jean-Pierre Aillaud venu au XVIIIe siècle du Briançonnais s'établir à Lisbonne,,. De nationalité portugaise, il tient à Paris depuis 1819 un « magasin assez considérable de librairie », fréquente Ferdinand Denis qui l'appelle « le libraire gentleman », voyage fréquemment en Europe, y compris en Angleterre, pour « l'intérêt de son commerce de librairie », selon un rapport de police de 1829 qui précise que « beaucoup d'étrangers particulièrement des Portugais, fréquentent cette maison, sous le prétexte ou le motif de l'achat de livres ». Entre 1830 et 1850, Aillaud est un des principaux éditeurs de livres portugais à Paris, à une époque où cette ville est l'un des principaux lieux de publication de livres portugais dans le monde dans le contexte de la guerre civile portugaise. Entre 1823 et 1850, il publie 72 ouvrages en portugais, notamment des traductions, dont il a l'initiative et qu'il confie souvent à des exilés connus, portugais ou brésiliens, tout en distribuant également des traductions en portugais entreprises à l'initiative des traducteurs, qui ne portent pas le nom de sa librairie, mais qui permettent à leurs auteurs d'accéder à une forme de reconnaissance dans la petite communauté des exilés lusophones à Paris. La maison connaît, selon Anibal Bragança, « un grand essor dans l’édition de dictionnaires et de manuels scolaires de la langue portugaise », alors même que le marché du livre scolaire est en pleine expansion. En outre, Jean-Pierre Aillaud est l'auteur d'une nouvelle édition augmentée d'un dictionnaire portugais-anglais, qu'il publie en 1837 et que sa veuve republie en 1855.
À son décès en 1852, son épouse Françoise, fille du libraire Caille, lui succède dans la direction de la librairie et s'associe avec le libraire Monlon en novembre 1852. En 1862, l'association avec Monlon est dissoute et la veuve Aillaud continue ses affaires en association avec le libraire Guillard sous la raison sociale Aillaud, Guillard et Cie.

### L'ouvrage

#### Préface
L'ouvrage est précédé d'une préface de deux pages, rédigée en anglais. Ce choix curieux, puisque le guide est censé s'adresser en premier lieu à « la jeunesse studieuse portugaise et brésilienne », contraste avec celui effectué pour les précédents guides de Fonseca : la préface de la première et de la deuxième édition du guide luso-français est rédigée en portugais, et celle du guide franco-portugais en français. Dans cette nouvelle préface, qui est en fait une traduction mot à mot de la préface du Novo guia da conversação em francez e portuguez, les auteurs — s'il faut en croire le choix de la première personne du pluriel — exposent le projet auquel répond l'ouvrage :
« A choice of familiar dialogues, clean of gallicisms, and despoiled phrases, it was missing yet to studious portuguese and brazilian Youth; and also to persons of others nations, that wish to know the portuguese language. We sought all we may do, to correct that want […] We did put, with a scrupulous exactness, a great variety own expressions to english and portuguese idioms; without to attach us selves (as make some others) almost at a literal translation […] The Works which we were confering for this labour, fond use us for nothing; but those what were publishing to Portugal, or out, they were almost all composed for some foreign, or for some national little acquainted in the spirit of both languages. It was resulting from that corelessness to rest these Works fill of imperfections, and anomalies of style; in spite of the infinite typographical faults which some times, invert the sense of the periods. It increase not to contain any of those Works the figured pronunciation of the english words, nor the prosodical accent in the portuguese; indispensable object whom wish to speak the english and portuguese languages correctly.
We expect then, who the little book (for the care what we wrote him, and for her typographical correction) that may be worth the acceptation of the studious persons, and especially of the Youth, at which we dedicate him particularly. »
« Un choix de dialogues familiers, propre de gallicismes et de phrases spoliées, il manquait déjà à la jeunesse studieuse portugaise et brésilienne ; et aussi aux personnes d'autres nations qui veulent connaître la langue portugaise. Nous avons essayé tout ce que nous avons le droit de faire, pour corriger ce besoin […] Nous avons mis, avec une exactitude scrupuleuse, une grande variété de nos propres expressions dans les idiomes anglais et portugais ; sans nous attacher (comme faire quelques autres) presque à une traduction littérale […] Les Travaux que nous accordions à cette tâche, usage affectueux pour rien ; mais ceux qui publiaient vers le Portugal, ou dehors, ils étaient presque tous composés pour quelqu'étranger, ou pour quelque national peu habitué dans l'esprit des deux langues. Il résultait de cette absence de centre pour se reposer ces Travaux remplir d'imperfections, et d'anomalies de style ; en dépit des infinies fautes typographiques qui parfois inversaient le sens des périodes. Il n'augmenter pas de contenir n'importe lequel de ces Travaux la prononciation figurée des mots anglais, ni l'accent prosodique du portugais ; indispensable objet qui veut pour parler les langues anglaise et portugaise correctement.
Nous attendons donc que ce petit livre (pour le soin quoi nous lui avons écrit, et pour sa correction typographique) qu'il pourra être digne de l'acceptation des personnes studieuses, et spécialement de la Jeunesse, à quoi nous le dédions particulièrement. »

Nonobstant son apparente modestie, ce texte crée un tel choc à la lecture et exprime si clairement le caractère involontairement comique de l'ouvrage que de nombreux comptes-rendus se limitent à le citer sans commentaire, le jugeant suffisamment explicite, tel le Worcester Journal qui, pour présenter « l’œuvre extraordinaire donnée au monde par l'éditeur de l'empereur du Brésil », se borne à une citation in extenso de ce « cas amusant de confusion linguistique »,,,,. En 1862, le philologue George Perkins Marsh prend cette préface en exemple des fautes de genre commises en anglais par des étrangers et cite en particulier la parenthèse de la dernière phrase (« the youth at which we dedicate him particularly »), estimant que l'ouvrage est 

« la tentative la plus loufoque jamais faite pour enseigner notre langue. Pas une ligne ne peut être lue sans rire. »

#### Première partie
| |  |  |
| Premières pages du Novo guia da conversaçao em portuguez e francez (à gauche) et du Novo guia da conversação em portuguez e inglez (à droite). |  |  |

La première partie, de 92 pages, comporte d'abord une section de vocabulaire, organisée par thèmes, où, pour chaque expression sont donnés, sur trois colonnes, le terme portugais, sa traduction anglaise et la « prononciation figurée » de celle-ci. Ainsi la première section du Novo guia da conversação, em portuguez e inglez, qui porte sur le monde, a pour titres de colonne respectifs « Dô Múndo », « Of the World » et « Ove thi Ueurlde ». Cette organisation reprend celle du Novo guia da conversaçao em portuguez e francez, aux différences près que celui-ci donne d'abord le terme portugais, puis le terme français et la « prononciation figurée » de ce dernier, soit respectivement pour la première section : « Dô Múndo », « Du Monde » et « Du Mônde ». Les termes de chaque section du vocabulaire sont présentés dans le même ordre que celui du Novo guia em portuguez e francez, l'ordre alphabétique français, ce qui fait que le brouillard (« a neblina », « the fog », « thi fogue ») suit les astres (« os astros », « the stars », « thi esters »).

Les entrées anglaises de ce vocabulaire procurent au lecteur une impression d'étrangeté qu'un compte-rendu publié en 1870 dans All The Year Round, un périodique anglais dirigé par Charles Dickens, résume ainsi : 

« [Ce] vocabulaire [est disposé] en trois colonnes et, selon toutes les apparences, à première vue, en trois langues. La première est clairement du portugais. Avec quelque difficulté, on peut deviner que la seconde est de l'anglais cassé en tout petits morceaux, mais de la réflexion et de l'étude sont nécessaires avant que ce point puisse être suffisamment déterminé. Beaucoup de mots familiers nous poussent à décider qu'il s'agit bien d'anglais, mais il y a aussi des mots et des expressions étranges pour des yeux anglais. »

Outre la traduction, la prononciation figurée est également si étrange que le critique d'All The Year Round se demande si ce n'est pas du chinois et que, dans un article publié en février 1865, le Harper's Magazine américain propose à ses lecteurs de tenter de deviner le mot qui se cache derrière celle-ci, en leur donnant un indice : le x représente en portugais le son rendu en anglais par sh. Les transcriptions choisies sont les suivants :
Cette première partie est complétée d'une section de phrases familières, donnant sur deux colonnes le portugais et l'anglais, qui suit également l'ordre alphabétique français du Novo guia em portuguez e francez.

#### Seconde partie
La seconde partie, de 90 pages, comprend d'abord 43 « dialogues familiers » qui sont exactement les mêmes que ceux du Novo guia da conversação em francez e portuguez, sinon qu'ils sont en portugais et en anglais. Selon l'expression de James Millington, « la drôlerie y devient rapide et furieuse ». Le français « les Espagnols le croient espagnol, et les Anglais, anglais » est, par exemple, rendu par « the Spanishesmen believe him Spanishing, and the Englishes, Englisman ».
La seconde partie comporte ensuite, en portugais et en anglais, des « lettres familières », qui sont toutes échangées par des personnages français, tels Mme de Sévigné et sa fille ou Voltaire et d'Alembert, des anecdotes et des proverbes. La traduction de ces derniers, faite mot à mot, parfois du français et parfois du portugais, vient contredire le principe exposé par Fonseca dans ses ouvrages précédents, où il recommande de transposer plutôt que de traduire mot à mot. « Esperar horas e horas », rendu en français par « croquer le marmot », est ainsi traduit par « to craunch the marmoset ».

## Histoire de la publication

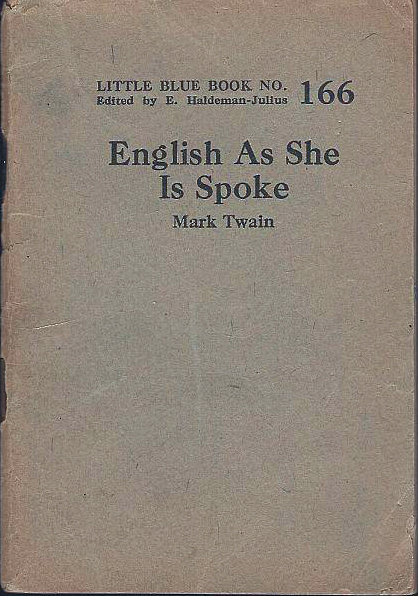
Le titre a même été attribué en 1921 à une anthologie de poche de Mark Twain sans rapport avec Carolino et son invention lui a parfois été attribuée.

L'histoire de la publication de l'ouvrage, généralement ignorée, est « étrange et embrouillée », selon l'expression de Leslie Shepard. En atteste le fait que, d'un catalogue de bibliothèque à l'autre, le titre, l'auteur ou la date de première publication sont différents : l'ouvrage est tantôt attribué à Mark Twain, et tantôt à James Millington, José da Fonseca, Pedro Carolino, ou aux deux derniers ensemble. Son titre original est parfois donné comme étant English As She Is Spoke, et parfois comme O Novo guia da conversação em portuguez e inglez ou The New Guide of the Conversation in Portuguese and English. Le lieu de première publication varie entre Paris, Pékin, Londres, Boston ou New-York et, selon le cas, la date de première publication est 1855, 1869 ou 1883.

Maria da Conceição Pereira résume ainsi l'interaction entre les principaux acteurs de cette histoire : 

« Le rôle joué par Mark Twain et James Millington n'est pas étranger au statut actuel du Novo guia, car le livre a été connu grâce à leurs éditions. Pour faire une analogie avec Sheridan, on peut dire que Twain et Millington ont été des sortes de metteurs en scène qui ont permis à Carolino de devenir peut-être aussi connu que Mme Malaprop. En d’autres termes, Carolino est en quelque sorte une création de ces deux éditeurs qui, en 1883, des deux côtés de l’Atlantique, ont pris conscience du caractère unique de ce livre, ont réussi à le publier et à le faire connaître au public. »

### Relation à des publications antérieures
Comme le note Leslie Shepard, l'histoire de la publication commence réellement en 1836, avec la publication d'un guide de conversation luso-français par le seul Fonseca chez Jean-Pierre Aillaud, O Novo guia da conversação em francez e portuguez. Shepard conjecture que la première édition doit avoir connu un certain succès, puisqu'il fait l'objet d'une seconde édition en 1853, augmentée de 118 à 182 pages, par la veuve d'Aillaud, ce dernier étant mort en 1852. Le guide en outre remanié sous le titre de Nouveau guide de la conversation en français et portugais, destiné cette fois-ci aux lecteurs français, est publié en 1854 par le même éditeur. Le Novo guia da conversação em portuguez e inglez reproduit le format et la pagination du Novo guia da conversação em francez e portuguez, dans sa seconde édition de 1853, aux seules différences que le français est remplacé par de l'anglais et que le nom de Pedro Carolino est associé à celui de José da Fonseca.
En revanche, ces différentes publications sont sans rapport avec le Guide de la conversation française et anglaise publié en 1837 par José da Fonseca chez Clément Thiériot, qui est exempt des fautes de l'ouvrage publié en 1855, comme le note Alexander Mac Bride pour en déduire que José da Fonseca n'est pour rien dans la publication de 1855,.

La structure des guides de conversation luso-français de Fonseca s'inspire du Nouveau Guide de la conversation en portugais et en français publié en 1817 par Hamonière. La façon dont ce dernier a organisé son guide est semblable à celle des guides de Fonseca : 

« Cet ouvrage est divisé en trois parties. La première comprend un Vocabulaire assez étendu des noms dont l'usage est le plus fréquent. Pour faciliter l'emploi de ce Vocabulaire […] [l]a seconde partie se compose de […] Dialogues appropriés aux circonstances habituelles de la vie, dans lesquels j'ai fait en sorte de mettre les deux langues en correspondance, autant que le génie de chacune me le permettait […] Enfin, dans la troisième partie, j'ai réuni une grande quantité d'idiotismes, d'expressions familières et de proverbes qui se rencontrent souvent dans la conversation. J'ai eu pour but, dans le recueil qui forme cette troisième partie, de donner une idée du génie particulier de chaque langue dans les phrases familières et figurées ;
et comme ce génie est souvent absolument différent, j'ai été obligé de rendre beaucoup d'expressions par des expressions non pas littérales, mais équivalentes. »

Dans la préface de la version française, le Nouveau Guide de la conversation en français et portugais, Fonseca précise l'objectif de son propre travail : il considère, sur la base d'une expérience « acquise pendant plus de trente années d'enseignement », qu'il est nécessaire « d'unir la clarté à la concision », de donner des « dialogues courts et faciles [qui] rendent familières les expressions des deux pays » et d'être « le plus clair et le plus concis possible ».

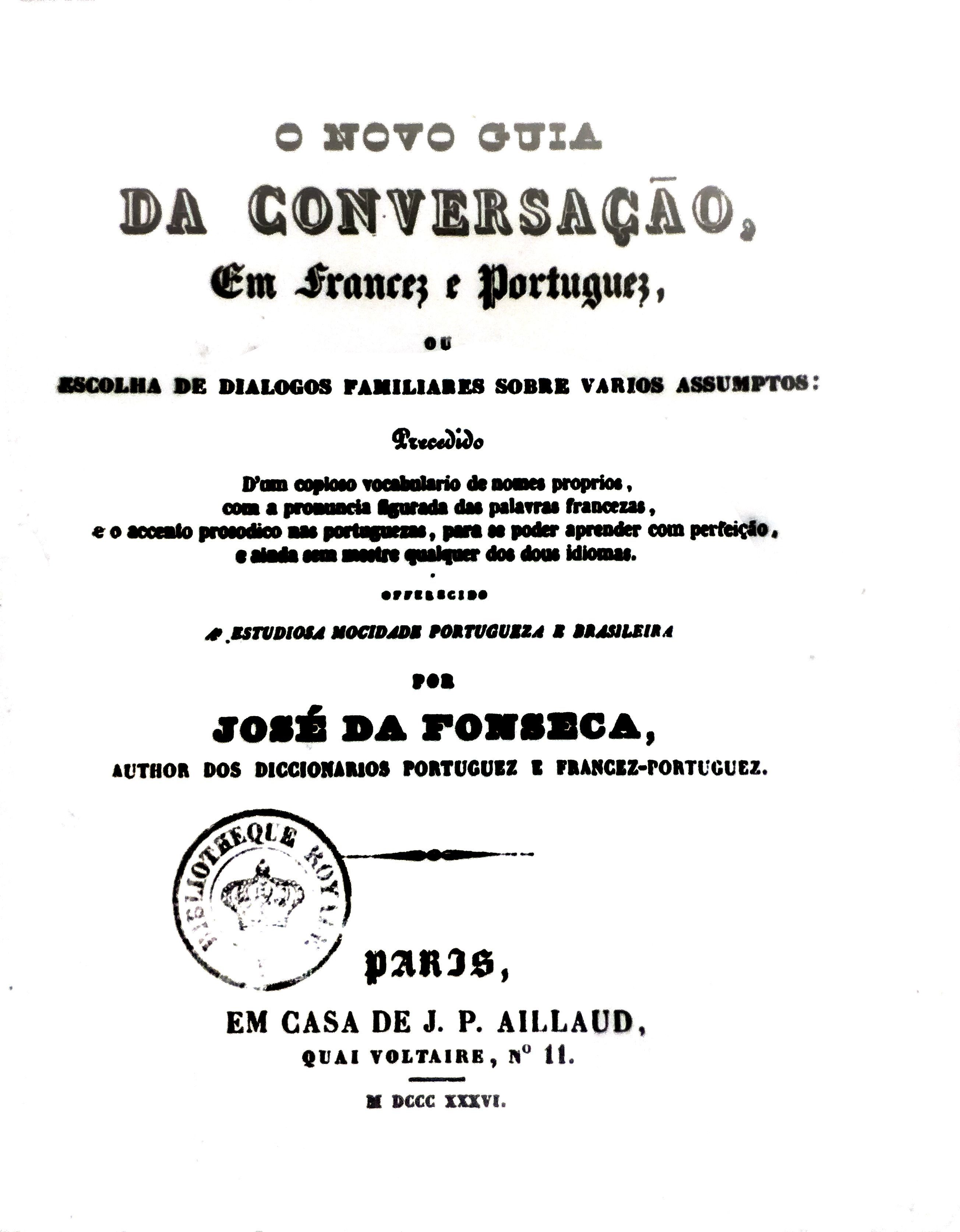
Page de titre de la 1re édition du Novo guia da conversaçao en portuguez e francez (1836)[FC 98].
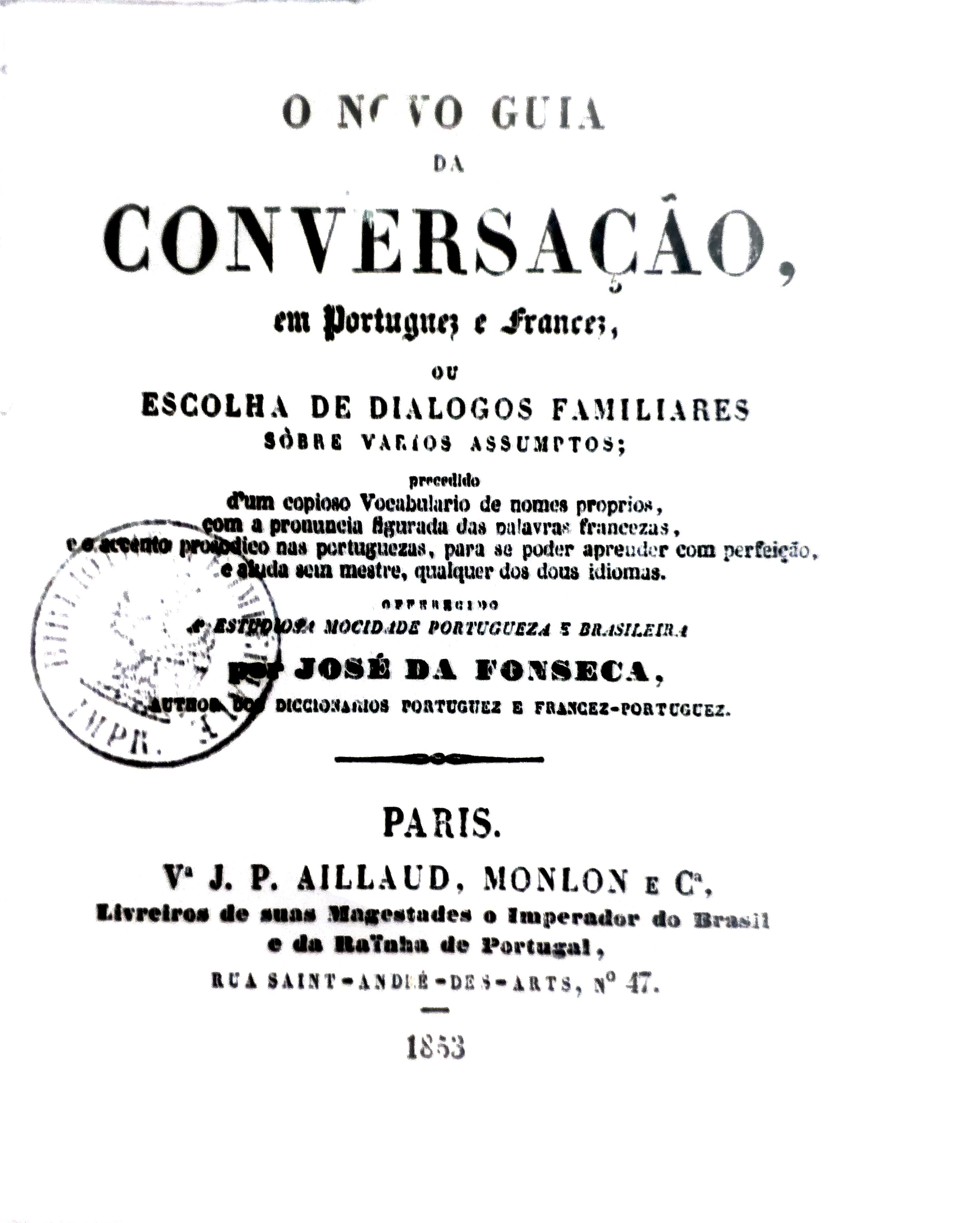
Page de titre de la 2de édition du Novo guia da conversaçao en portuguez e francez (1853)[FC 99].
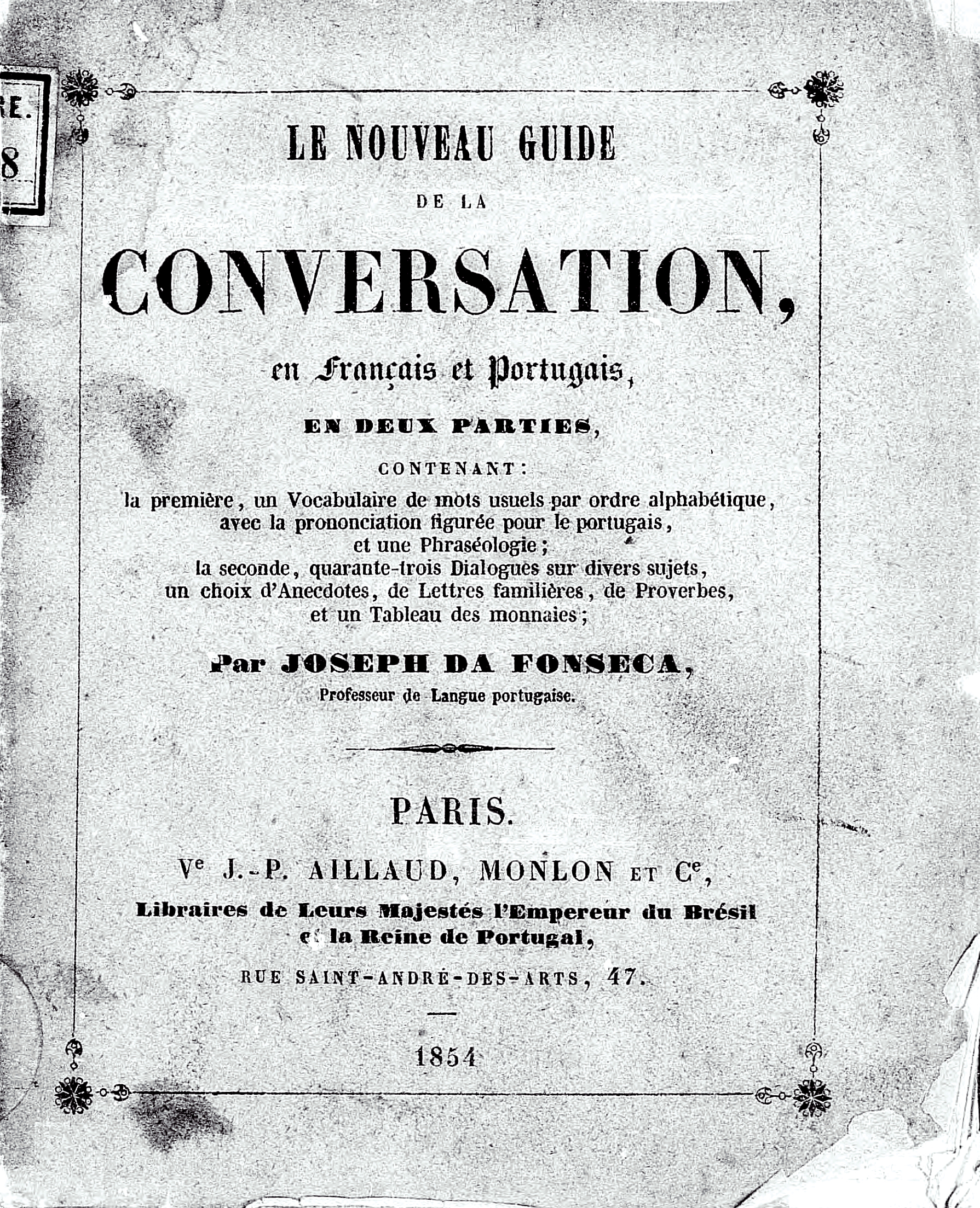
Page de titre du Nouveau Guide de la conversation en français et portugais (1854)[FC 100].

### The New Guide of the Conversation in Portuguese and English(1869)

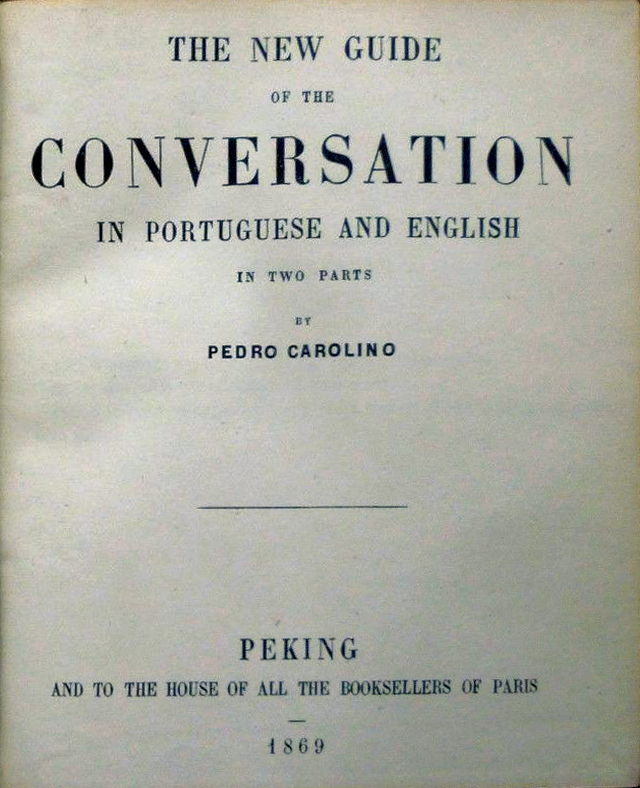
Page de titre de l'édition de 1869.

Fonseca meurt en décembre 1866. L'ouvrage est réédité trois ans plus tard, sous la signature du seul Carolino, dans une version quasiment identique à celle de 1855, imprimée à Paris, indiquant, en guise de nom d'éditeur, « Peking ». Un article publié en 1870 par All the Year Round, un périodique anglais dirigé par Charles Dickens, estime que, « puisqu'il n'est pas raisonnable de supposer qu'un manuel de conversation luso-anglais ait été publié dans la capitale de la Chine, nous pouvons assumer que « Peking » est le nom d'un éditeur français, dans la mesure où le livre, qui porte un lieu d'impression à Paris, peut être trouvé, comme la page de titre nous en informe, « to the house of all the booksellers of Paris » [vers le domicile de tous les libraires de Paris] ». De son côté, Leslie Shepard avance qu'il est « possible que la curieuse mention d'une impression à Pékin ait été un écran pour justifier une piraterie, ou que l'édition de Carolino ait réellement été distribuée en Extrême-Orient et qu'elle ait ainsi contribué à perpétuer la forme inhabituelle d'anglais qu'on y parle ».
Cette édition suit celle de 1855 avec « quelques variantes insignifiantes qui n'améliorent en rien le sens du texte ». Selon des informations données en 1874 par O Novo Mundo, un périodique en portugais publié à New York, et The Literary World, une revue de Boston, « l'unique différence entre cette édition et [celle de la veuve Aillaud] est l'élimination du nom respectable de José da Fonseca, l'échange du nom des éditeurs et le remplacement par le pronom personnel I (avec une majuscule) de la minuscule i qui [y] figurait auparavant »,.

Cette republication suscite de nouveaux comptes-rendus, tels une recension publiée par le Harper's Magazine qui salue un « spécimen des plus distingués » (raciest) d'anglais étranger ou un article publié en 1871 par The Athenæum, qui rappelle que l'édition précédente du guide avait suscité des critiques meurtrières, s'étonne de la vitalité de l'ouvrage et explique cette « merveille littéraire » de la manière suivante : 

« en 1853, M. José da Fonseca, l'auteur d'un dictionnaire bien connu, publia un Nouveau Guide de la Conversation en français et en portugais. La partie française de ce guide a, regrettablement pour la réputation de M. da Fonseca, été traduite dans ce qu'on professait être de l'anglais, apparemment par « Pedro Carolino », et le résultat fut alors publié sous le titre de Guide of the Conversation in Portuguese and English. La méthode suivie par le traducteur semble avoir été de chercher les mots français dans un dictionnaire et de les remplacer par leur équivalent anglais, que celui-ci fasse sens ou non. »

### English As She Is Spoke: A Jest In Sober Earnest(1883)
| |  |  |
| Are We to Read Backwards?, également écrit par Millington et publié par Tuer en janvier 1884, est illustré d'une page d'English As She Is Spoke dont la typographie simule la lecture dans un train. |  |  |

English As She Is Spoke: Or A Jest In Sober Earnest (L'anglais comme elle est parlait : ou une plaisanterie sobrement sérieuse) est un ouvrage publié en 1883 par l'éditeur londonien Leadenhall Press (en), dirigé par Andrew White Tuer (en). Le livre, au format in-16, est constitué d'une introduction de 15 pages, signée de James Millington, un collaborateur régulier de Tuer, de la préface du Novo guia da conversação em portuguez e inglez et de morceaux choisis, exclusivement en anglais, qui « écrèment » les différentes sections du guide. Recouvert d'un « parchemin végétal » qu'imiteront les éditions américaines et vendu au prix d'un shilling, il inaugure The vellum-parchment shilling series of miscellaneous literature, une collection d'ouvrages qui comptera au total une dizaine de titres, publiés en 1883 et 1884 sur des sujets généralement humoristiques.

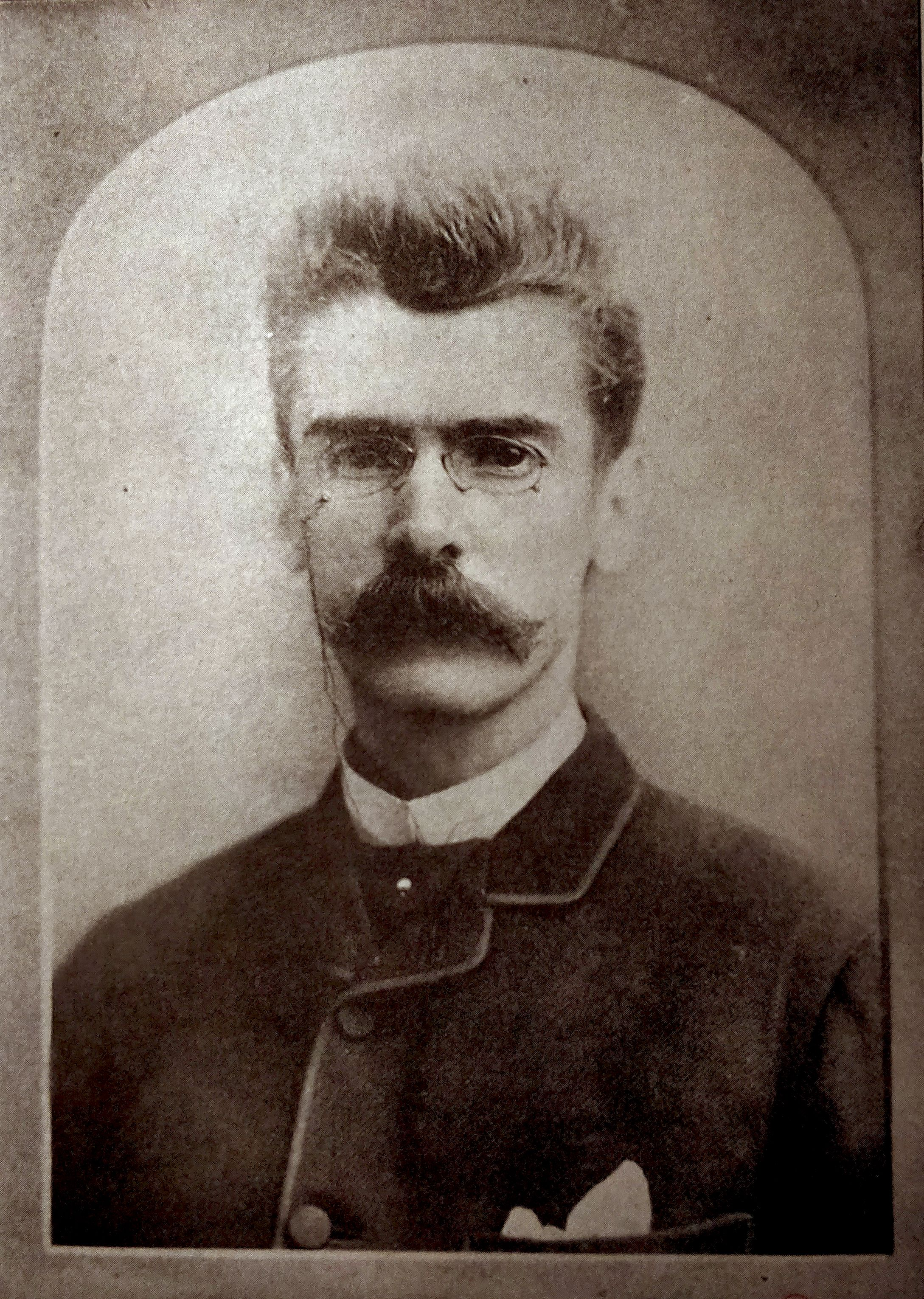
, l'éditeur du livre.

Comme l'explique James Millington dans une lettre à Notes and Queries de 1885 : 

« C'est en 1882 que M. Tuer, de Leadenhall Press, me demanda d'écrire une introduction pour une réédition du New Guide to the Conversation in Portuguese and English, qui parut pour la première fois vers 1852, m'indiquant à cette occasion qu'il avait cherché durant près de vingt ans un exemplaire de l'ouvrage involontairement drolatique du Senhor Carolino et qu'il avait fini par en obtenir un par le truchement de M. Robert Chambers du Chambers Journal (en). Le titre ou la phrase English As She Is Spoke est dû à M. Tuer. »

Millington réitère cette affirmation en réponse à une remarque d'un lecteur du Pall Mall Gazette : « Le titre English As She Is Spoke, devenu presque un slogan grâce au tirage considérable de ce petit livre, fut suggéré par Mr A. W. Tuer de la Leadenhall Press, pour qui j'entrepris l'introduction et l'arrangement [de cette publication] ».
L'imprimeur et éditeur Andrew Tuer, « intéressé tant par la préservation du beau travail à la presse à bras que par les applications artistiques des nouvelles technologies », était connu pour ses recherches originales dans les chemins de traverse de la littérature, pour ses publications spirituelles et parfois excentriques et pour son goût pour la typographie ornementale,,. Sa maison d'édition, Leadenhall Press, est « renommée pour ses publications en fac-similé de littérature populaire ou décorative du XVIIIe siècle, en particulier des chapbooks et des livres pour enfants ». Il publie en 1883 un autre livre humoristique la culture anglaise vue par les étrangers, John Bull et son île de Léon-Paul Bloüet, surnommé le « Mark Twain français », qui connaîtra un grand succès d'édition.
Dans son introduction, James Millington souligne que le « piquant » de l'ouvrage de Carolino, tient à « l'intention sérieuse » avec laquelle il accomplit la « monstrueuse plaisanterie de publier un guide de conversation dans une langue dont il n'est que trop évident que tous les mots lui sont totalement étrangers ». Il ajoute qu'un « bref examen de la forme des phrases anglaises […] conduit à la conclusion que les moyens utilisés ont été un guide de conversation luso-français et un dictionnaire français-anglais », le résultat étant, selon lui, « incontestablement plus idiot » qu'idiomatique. Il signale enfin que la colonne en portugais est omise de son édition — sans préciser qu'il a omis également celle phonétique — et que « seuls sont rassemblés un nombre d'extraits suffisant pour permettre au lecteur de se faire une idée juste du style involontairement humoristique » de l'auteur.
Pages d'English As She Is Spoke

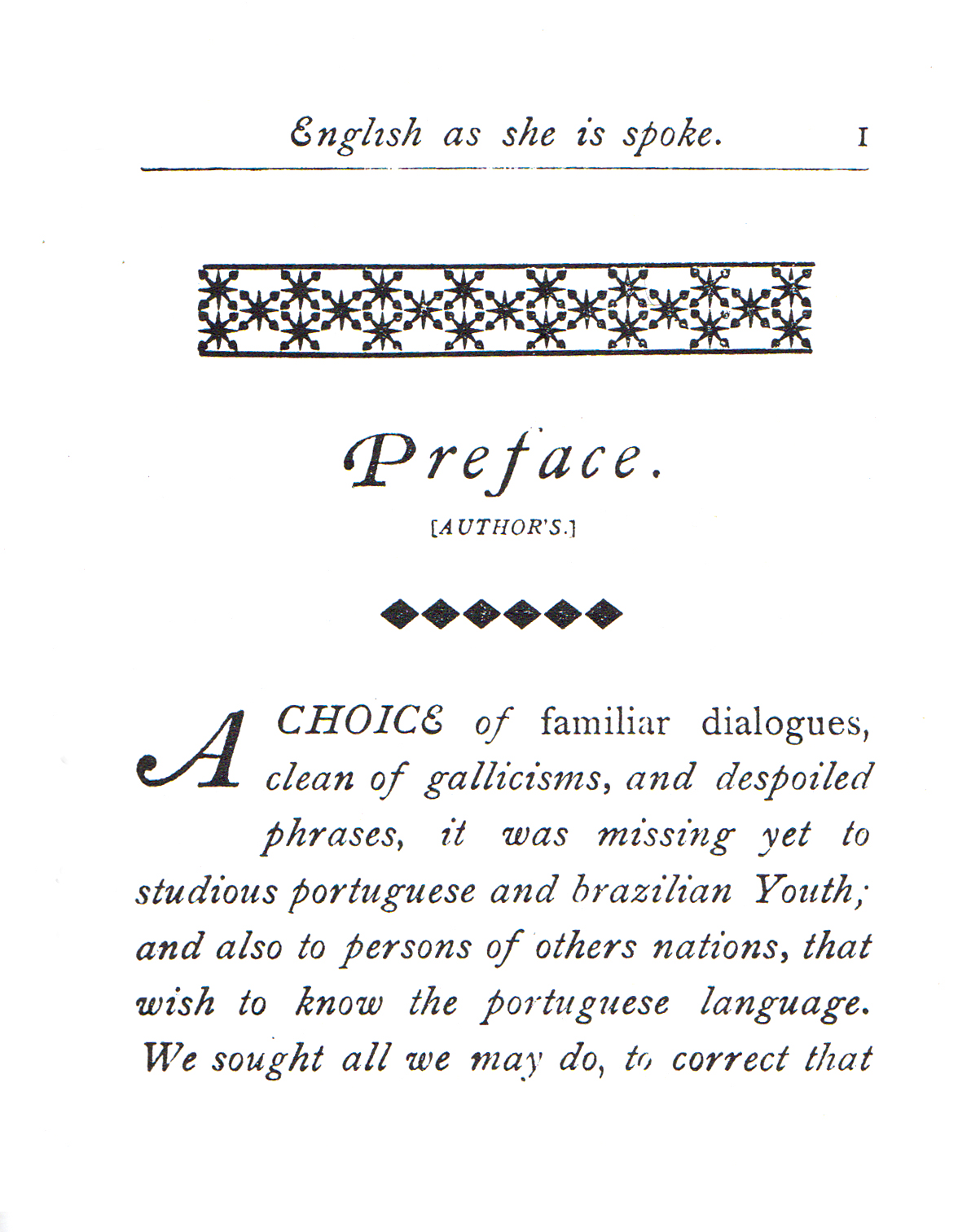
Préface.
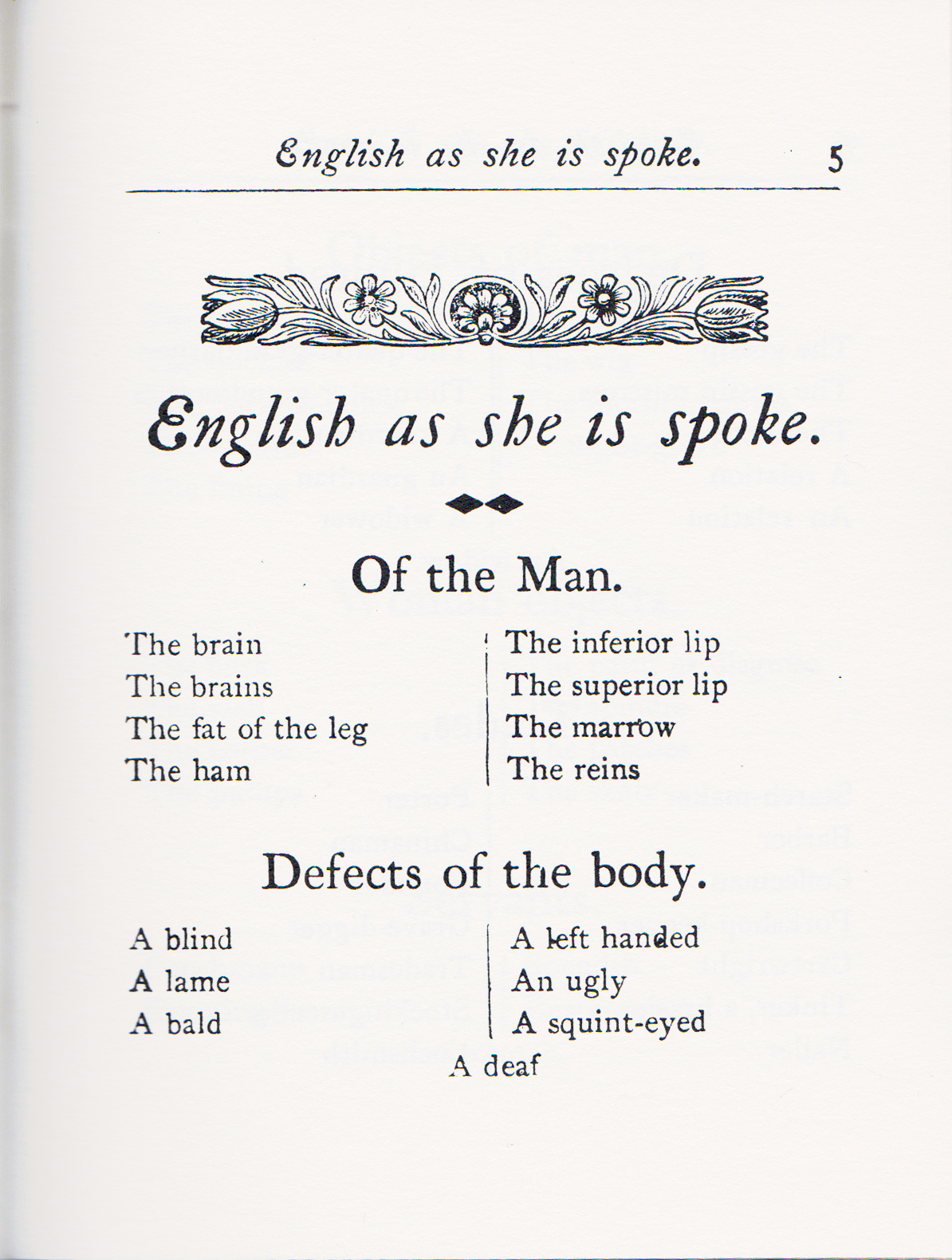
Vocabulaire.
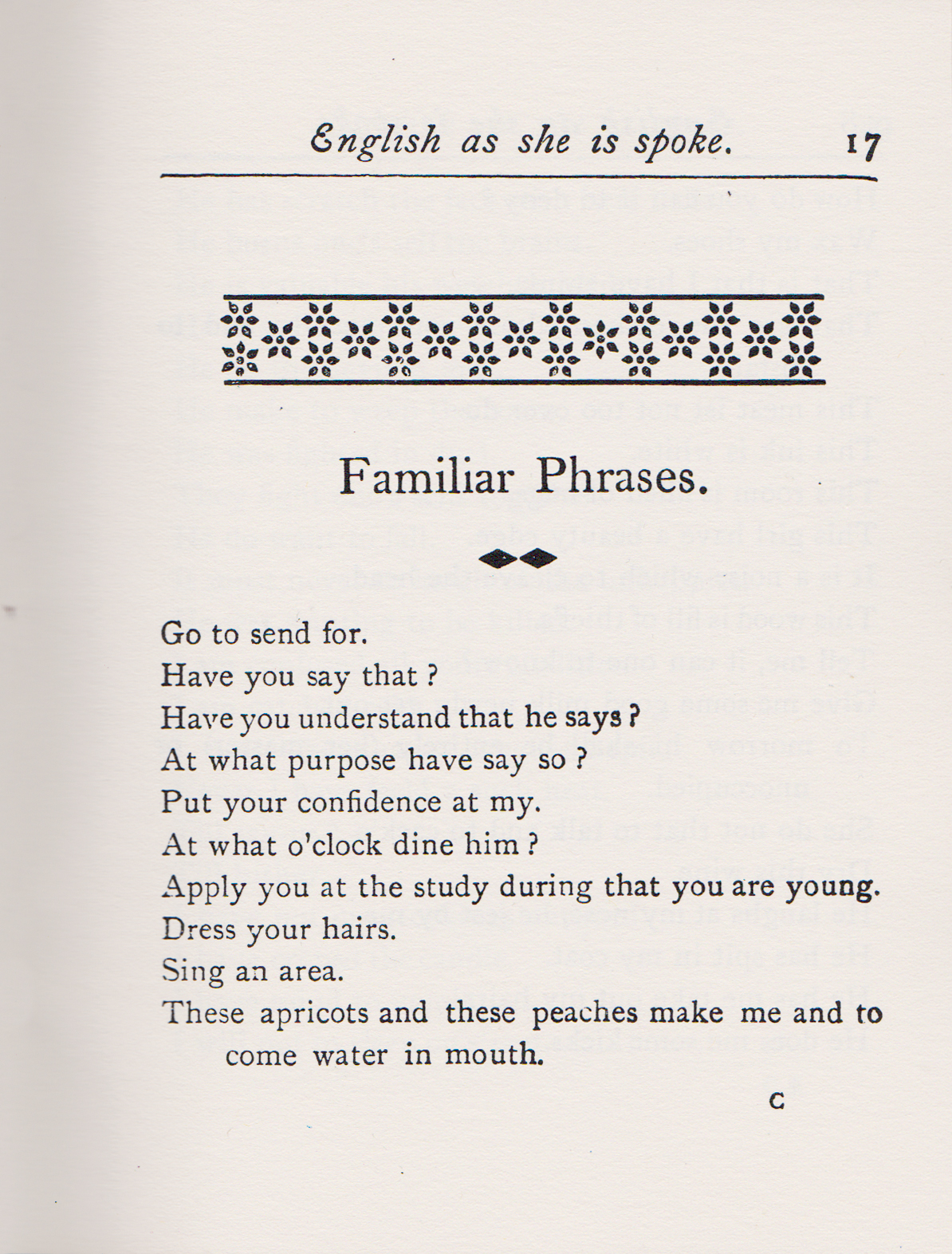
Phrases familières.
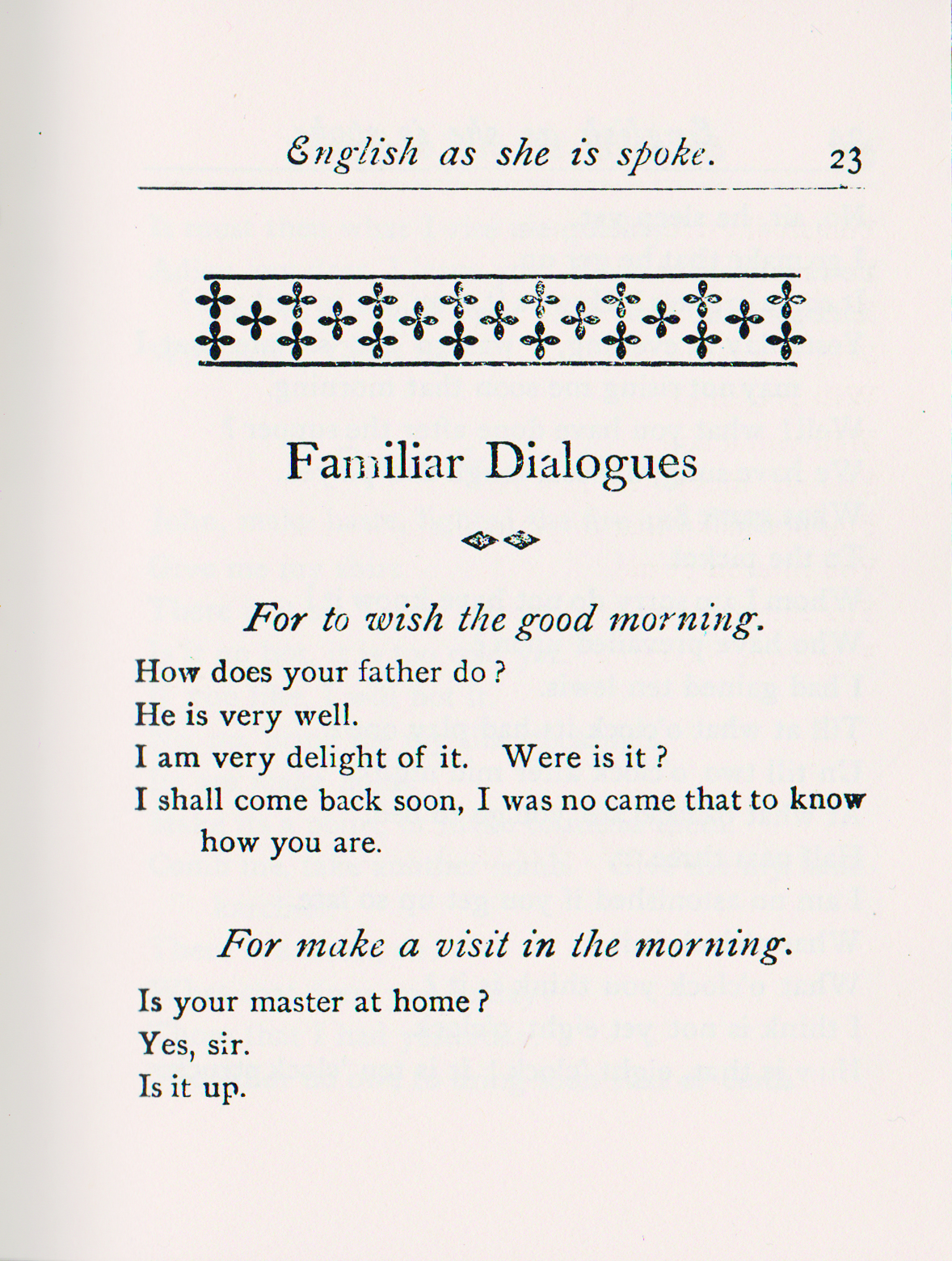
Dialogues familiers.
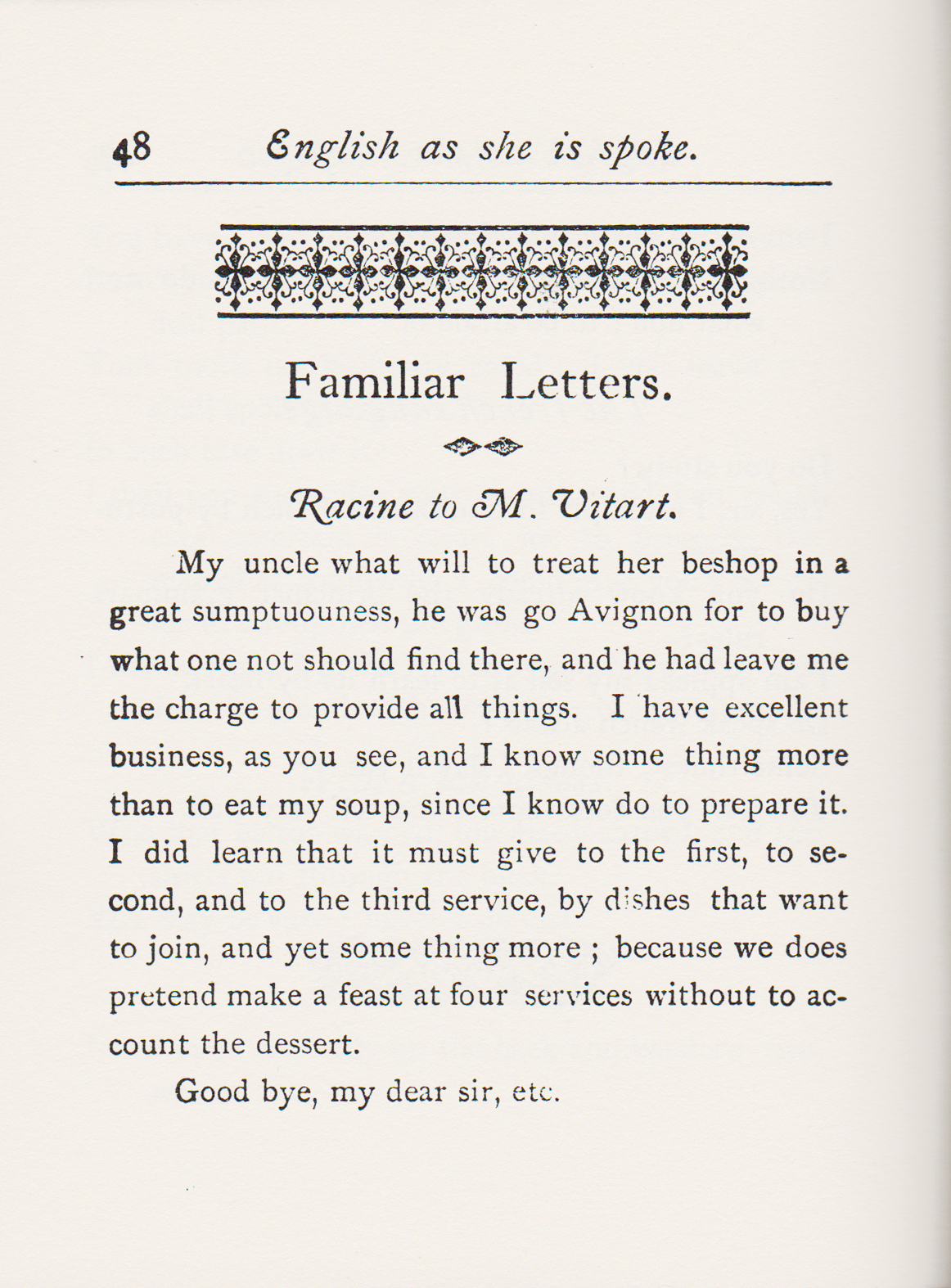
Lettres familières.
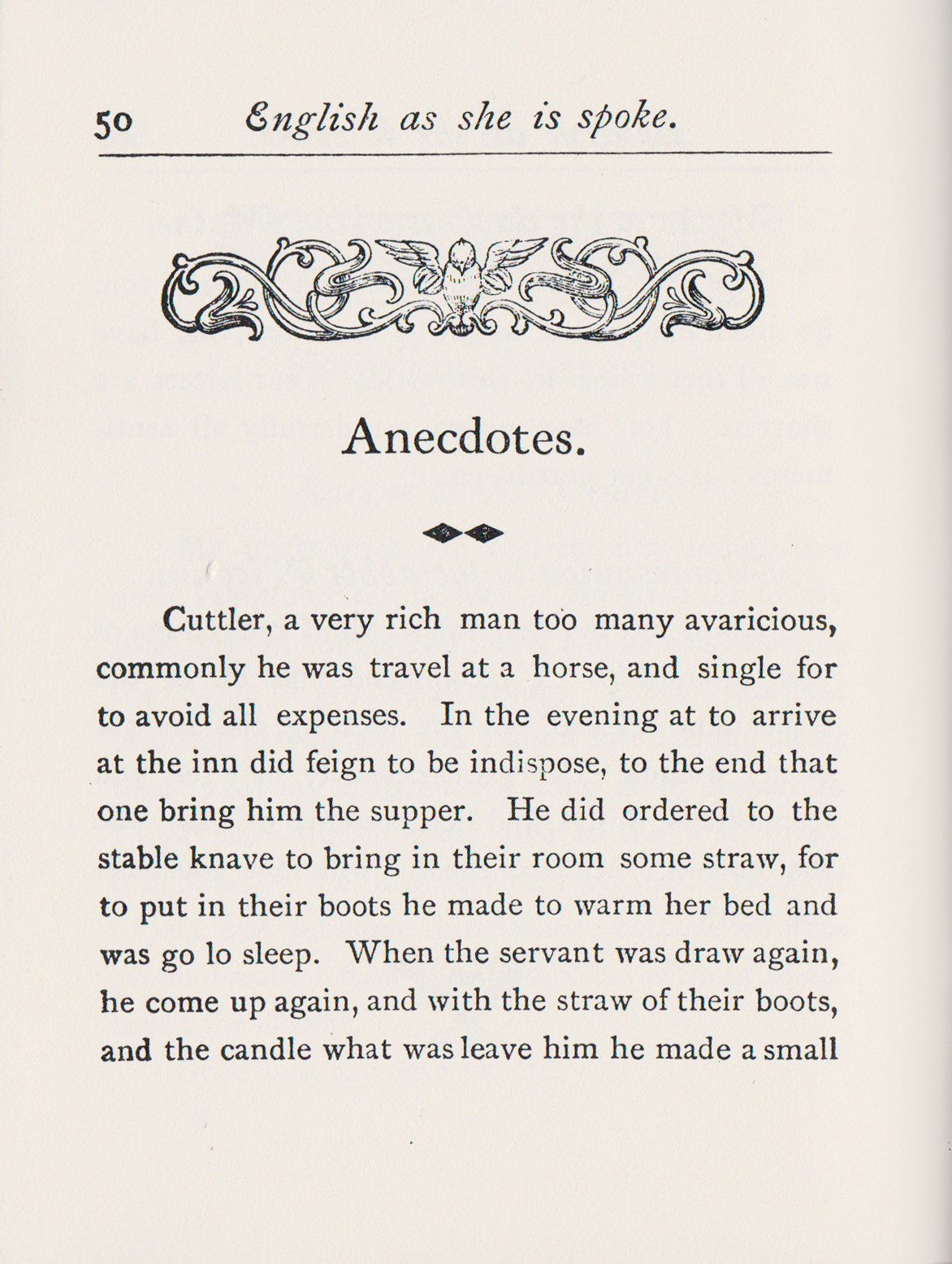
Anecdotes.
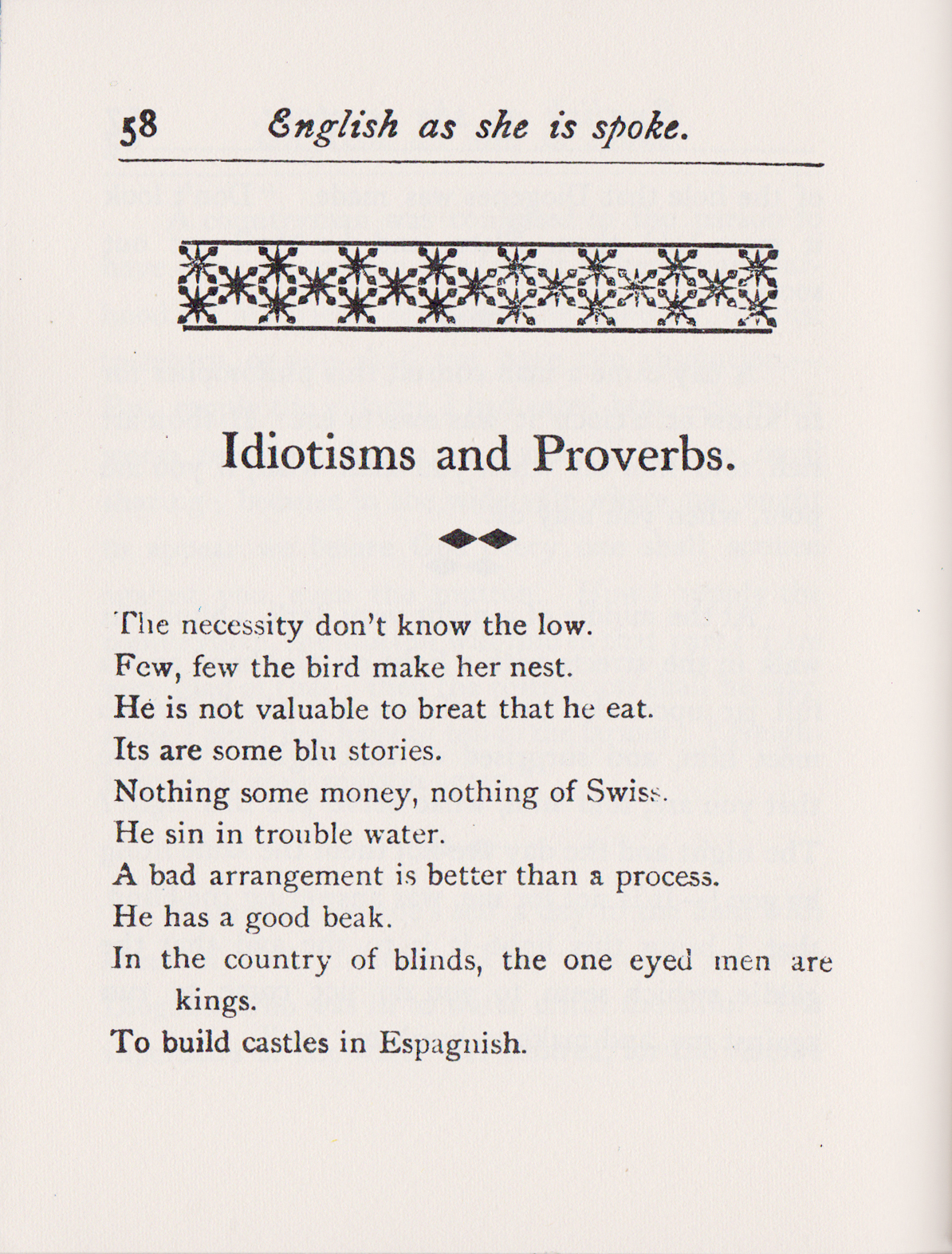
Idiotismes et proverbes.

Tant le soin et le raffinement de la typographie, de la composition et des illustrations, caractéristiques du travail d'éditeur de Tuer,

que l'omission du texte portugais et de la prononciation figurée, voire la disposition sur deux colonnes, accentuent l'effet comique.
|                                                |  |  |
| Page de titre des éditions Putnam et Appleton. |  |  |

L'ouvrage connaît un succès qui suscite des éditions américaines. En mai 1883, la revue américaine The Critic annonce, outre la parution de l'édition Osgood introduite par Mark Twain (voir ci-dessous), celle de deux éditions américaines d'English As She Is Spoke, exactement conformes à celle de Tuer, l'une publiée par l'éditeur Putnam, l'autre par Appleton,. Bien que d'apparence identique, ces deux publications sont de nature juridique différente. Si l'édition de Putnam est autorisée par Tuer, qui lui a cédé les plaques d'impression,, celle d'Appleton ne l'est pas et constitue un acte de piratage littéraire, fréquent à l'époque aux États-Unis,.
L'édition Putnam reprend les attributs de l'édition Tuer,

alors que l'édition Appleton se contente de les imiter.

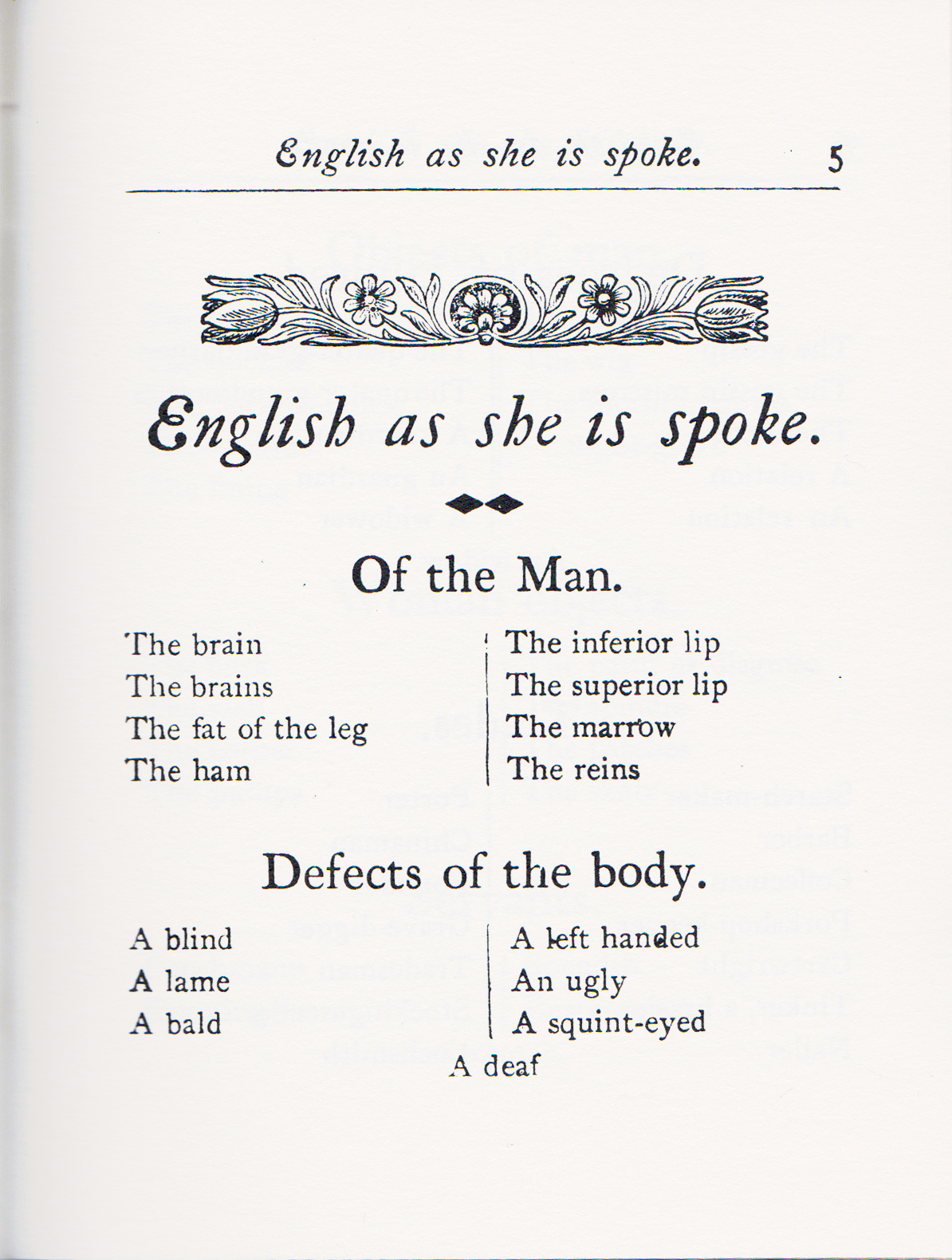
Édition Tuer.
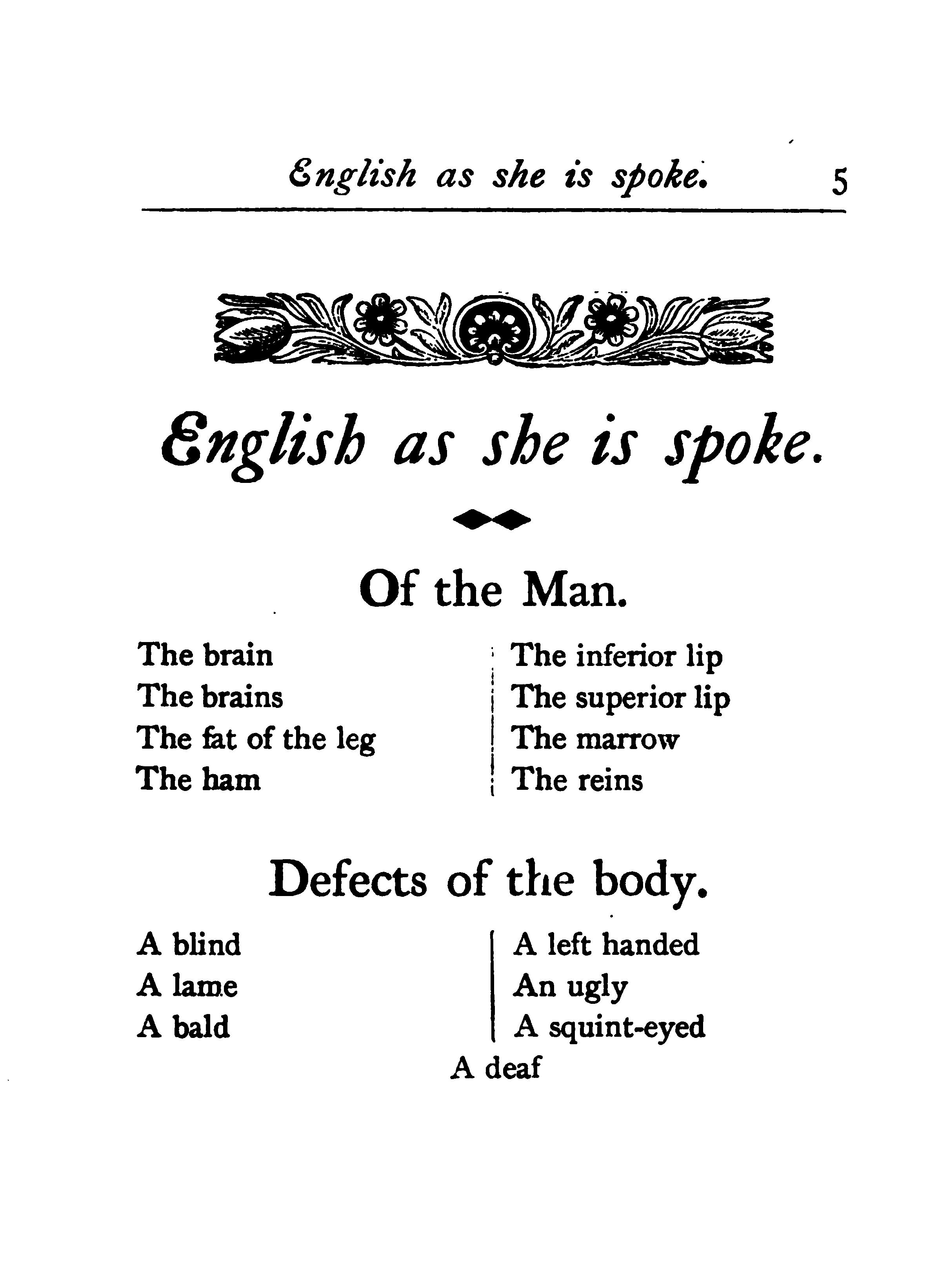
Édition Putnam.
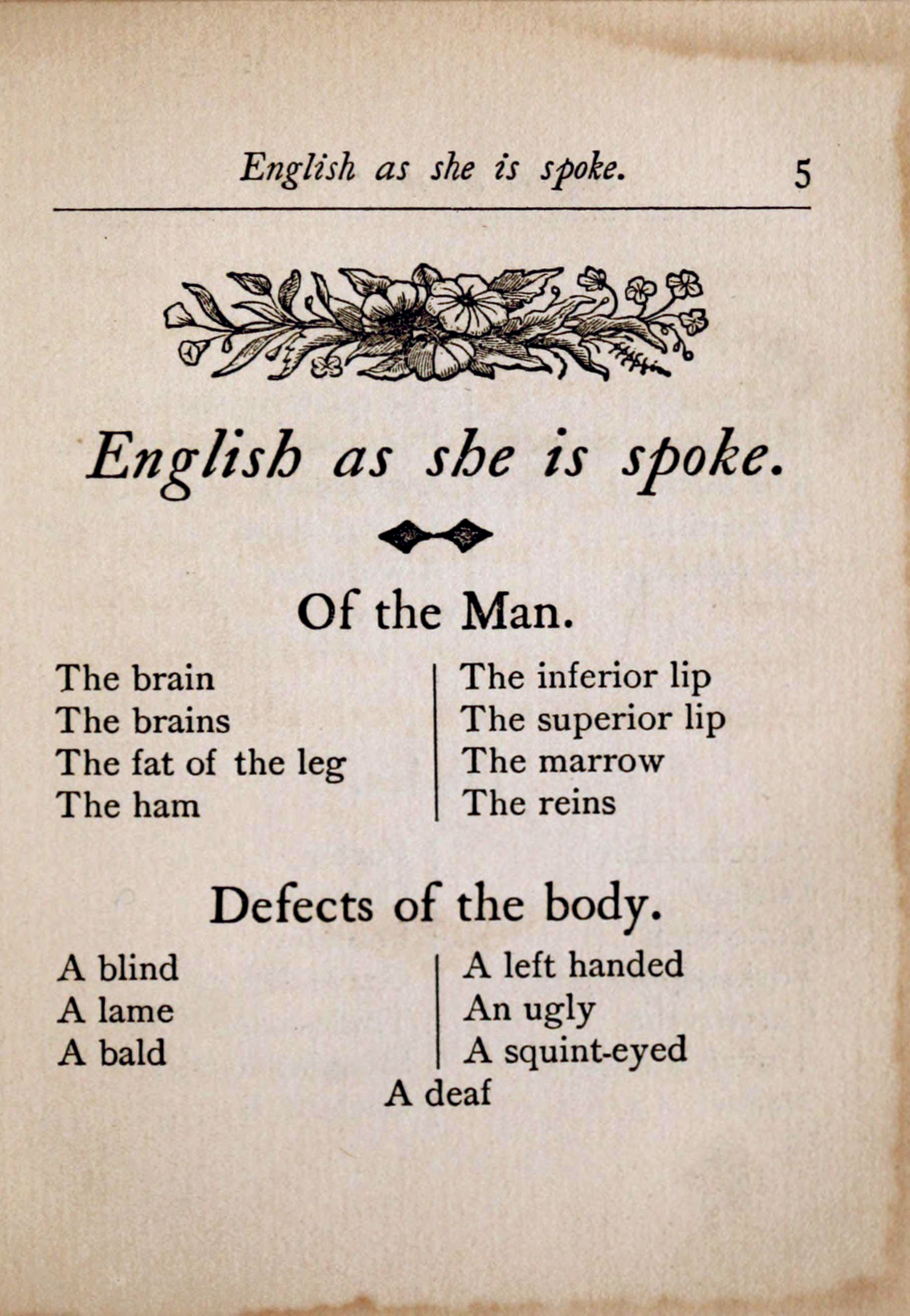
Édition Appleton.

### Édition américaine duNew Guide of the Conversation in Portuguese and English(1883)

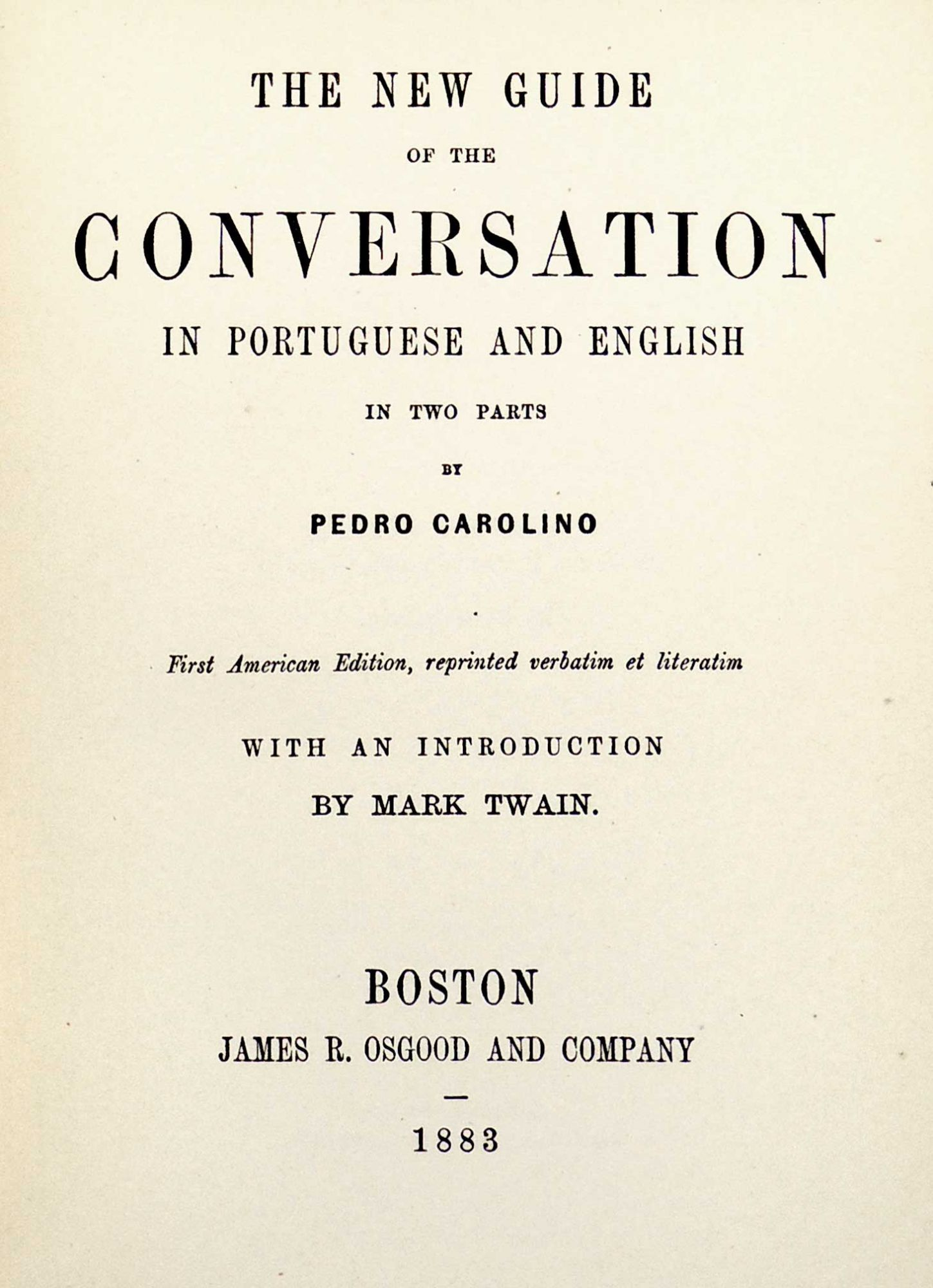
Page de titre de l'édition Osgood, 1883.

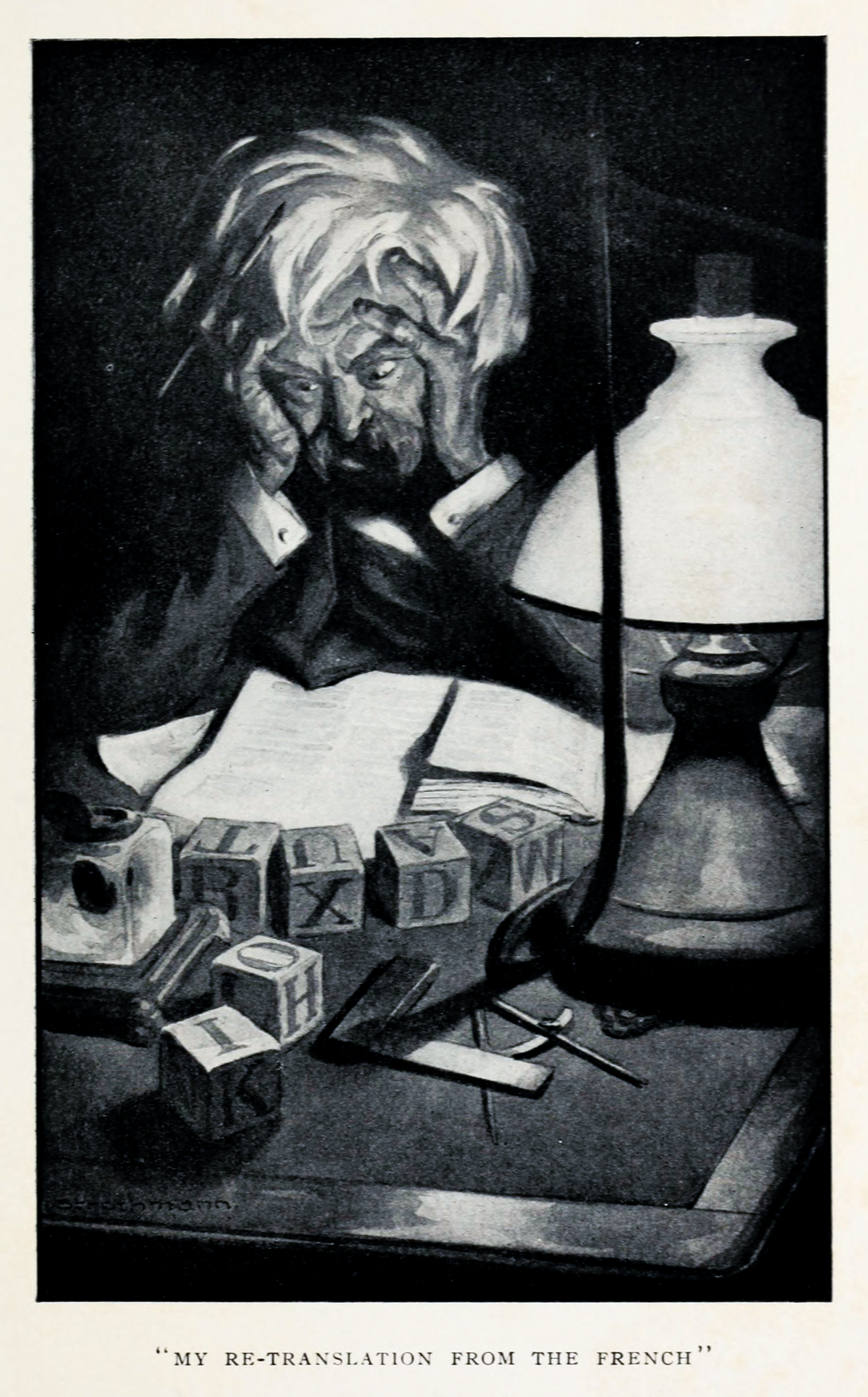
Ma re-traduction du français, illustration de Frederick Strothmann pour The jumping frog : in English, then in French, then clawed back into a civilized language once more by patient, unremunerated toil. Mark Twain s'est beaucoup intéressé aux aspects comiques de la traduction mot à mot,. Il a notamment retraduit mot à mot en anglais dans Esquisses anciennes et nouvelles (1875) la traduction française de sa nouvelle La Célèbre Grenouille sauteuse du comté de Calaveras.

Simultanément à la publication aux États-Unis des éditions Putnam et Appleton d'English As She Is Spoke et par une « curieuse coïncidence », l'éditeur James R. Osgood (en), qui s'est lié d'amitié depuis un an avec Mark Twain, annonce la sortie, le mois suivant, d'une « première édition américaine verbatim et litteratim », introduite par Mark Twain,. The Critic compare ainsi l'édition d'Osgood à celles de Putnam et Appleton : 

« La première est une réédition verbatim de l'original, les secondes sont des rééditions du recueil anglais d'une sélection d'extraits de l'original. Il est difficile de dire laquelle de ces versions est la meilleure. La plupart des lecteurs se satisfera de la petite brochure — qui ne comporte que le mauvais anglais, sans les équivalents portugais, ni la version phonétique des phrases anglaises. En revanche, les étudiants — amateurs ou philologues professionnels — tireront une plus grande satisfaction du Guide complet. »

De son côté, The New York Times, comparant lui aussi les trois versions, attire l'attention de ses lecteurs sur le fait que l'abrègement effectué dans l'anthologie anglaise est plus important que ne le laisserait supposer le décompte du nombre de pages, eu égard à la différence de taille des polices employées.

L'introduction de Mark Twain fait l'éloge du livre dans les termes suivants :
« In this world of uncertainties, there is, at any rate, one thing which may be pretty confidently set down as a certainty: and that is, that this celebrated little phrase-book will never die while the English language lasts. Its delicious unconscious ridiculousness, and its enchanting naivete, as are supreme and unapproachable, in their way, as are Shakespeare's sublimities. Whatsoever is perfect in its kind, in literature, is imperishable: nobody can imitate it successfully, nobody can hope to produce its fellow; it is perfect, it must and will stand alone: its immortality is secure.
It is one of the smallest books in the world, but few big books have received such wide attention, and been so much pondered by the grave and learned, and so much discussed and written about by the thoughtful, the thoughtless, the wise, and the foolish. Long notices of it have appeared, from time to time, in the great English reviews, and in erudite and authoritative philological periodicals; and it has been laughed at, danced upon, and tossed in a blanket by nearly every newspaper and magazine in the English-speaking world. Every scribbler, almost, has had his little fling at it, at one time or another; I had mine fifteen years ago. The book gets out of print, every now and then, and one ceases to hear of it for a season; but presently the nations and near and far colonies of our tongue and lineage call for it once more, and once more it issues from some London or Continental or American press, and runs a new course around the globe, wafted on its way by the wind of a world's laughter.
Many persons have believed that this book's miraculous stupidities were studied and disingenuous; but no one can read the volume carefully through and keep that opinion. It was written in serious good faith and deep earnestness, by an honest and upright idiot who believed he knew something of the English language, and could impart his knowledge to others. The amplest proof of this crops out somewhere or other upon each and every page. There are sentences in the book which could have been manufactured by a man in his right mind, and with an intelligent and deliberate purposes to seem innocently ignorant; but there are other sentences, and paragraphs, which no mere pretended ignorance could ever achieve — nor yet even the most genuine and comprehensive ignorance, when unbacked by inspiration.
[The author] is not a fraud […] but a good man, an honest man, a man whose conscience is at rest, a man who believes he has done a high and worthy work for his nation and his generation, and is well pleased with his performance. »
« Dans ce monde rempli d'incertitudes, il y a en tout cas une chose qui peut être établie avec confiance comme une certitude : c'est que ce célèbre petit guide de conversation ne mourra jamais tant que vivra la langue anglaise. Son ridicule délicieux et inconscient, tout comme sa naïveté enchanteresse, sont suprêmes et inapprochables, à leur manière, tout comme les sublimités de Shakespeare. En littérature, tout ce qui est parfait dans son genre est impérissable : personne ne peut l'imiter avec succès, personne ne peut espérer produire son équivalent ; il est parfait, il doit rester unique et le restera : son immortalité est assurée.
C’est l’un des plus petits livres au monde, mais peu de gros livres ont fait l’objet d’une si grande attention, de tant de réflexions de doctes savants, de discussions et de textes réfléchis ou irréfléchis, avisés ou stupides. De longs articles ont paru, au fil du temps, dans de grandes revues anglaises et dans des revues de philologie savantes et faisant autorité ; et presque tous les journaux et magazines du monde anglophone en ont ri et dansé et l'ont fêté. Presque chaque gribouilleur a eu, à un moment ou à un autre, sa petite aventure à son sujet ; j'ai eu la mienne il y a quinze ans. De temps en temps, le livre vient à être épuisé et on n'en entend plus parler pendant une saison ; mais à présent les nations et les colonies proches ou lointaines de notre langue et de notre lignée le réclament à nouveau. Et de nouveau, il sort de la presse londonienne, continentale ou américaine et accomplit un nouveau parcours autour du monde, emporté par le vent du rire mondial.
Beaucoup de personnes ont cru que les stupidités miraculeuses de ce livre étaient calculées et fourbes ; mais personne ne peut lire attentivement le volume et conserver cet avis. Il a été écrit de bonne foi et avec le plus grand sérieux, par un idiot honnête et droit qui croyait connaître quelque chose de la langue anglaise et pouvoir transmettre ses connaissances à d’autres. Les preuves les plus amples de ce fait peuvent en être recueillies à chaque page. Il y a certes des phrases dans le livre qui auraient pu être fabriquées par un homme sensé et dans le but réfléchi et délibéré de prétendre être innocemment ignorant ; mais il y a d'autres phrases et paragraphes, qu'aucune feinte ignorance ne pourrait jamais réaliser — ni même l'ignorance la plus authentique et la plus complète, sans le secours de l'inspiration.
[L'auteur] n'est pas un tricheur […] mais un homme bon, un homme honnête, un homme qui a la conscience tranquille, un homme qui croit avoir fait un travail noble et digne pour sa nation et ses congénères, et qui est très satisfait de sa performance. »

Bien que cette introduction, qu'Annmarie Drury juge « parodique », ait fortement contribué à la notoriété ultérieure de l'ouvrage, The Critic soutient qu'elle ne lui est pas indispensable : 

« La valeur de [cet ouvrage] n'est pas grandement améliorée par l'introduction de [Mark Twain]. Il n'est pas besoin d'un humoriste professionnel pour mettre en valeur l'humour [involontaire] d'un tel livre et il n'y a aucune tentative de plaisanterie dans la préface [originale] de celui-ci. Il aurait été préférable, peut-être, de donner le livre à un idiot aussi ennuyeux que l'auteur, en lui demandant de produire un essai sérieux sur ses inexactitudes. Il aurait été pour le moins tout aussi pertinent de l'imprimer sans aucune introduction, sinon la simple précision du fait que l'ouvrage a été réalisé de bonne foi — qu'il est réellement « une plaisanterie sobrement sérieuse ». »

### (New Matter) "Her Seconds Part"(1883)

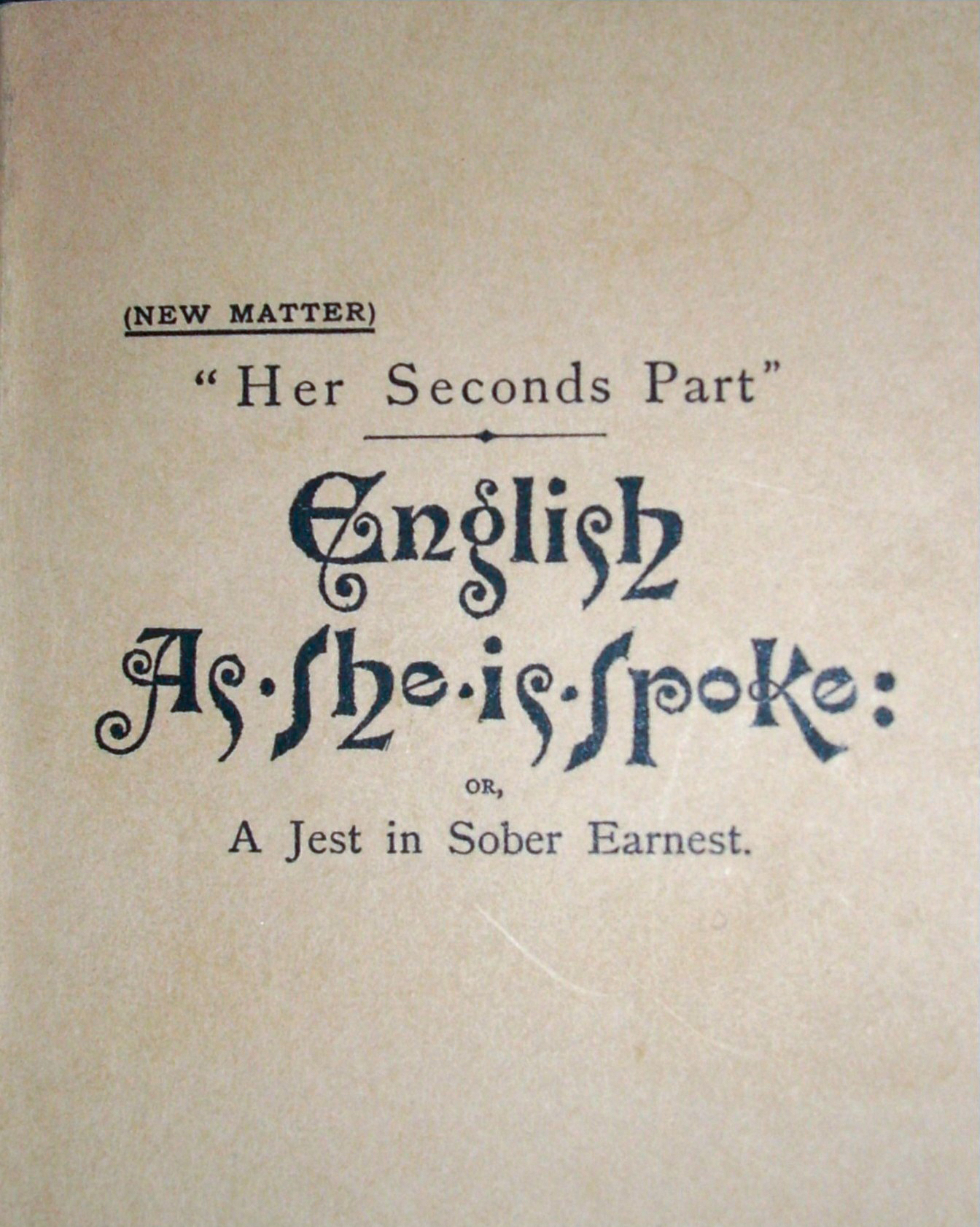
Couverture du livre en parchemin végétal, comme celle de la première partie.

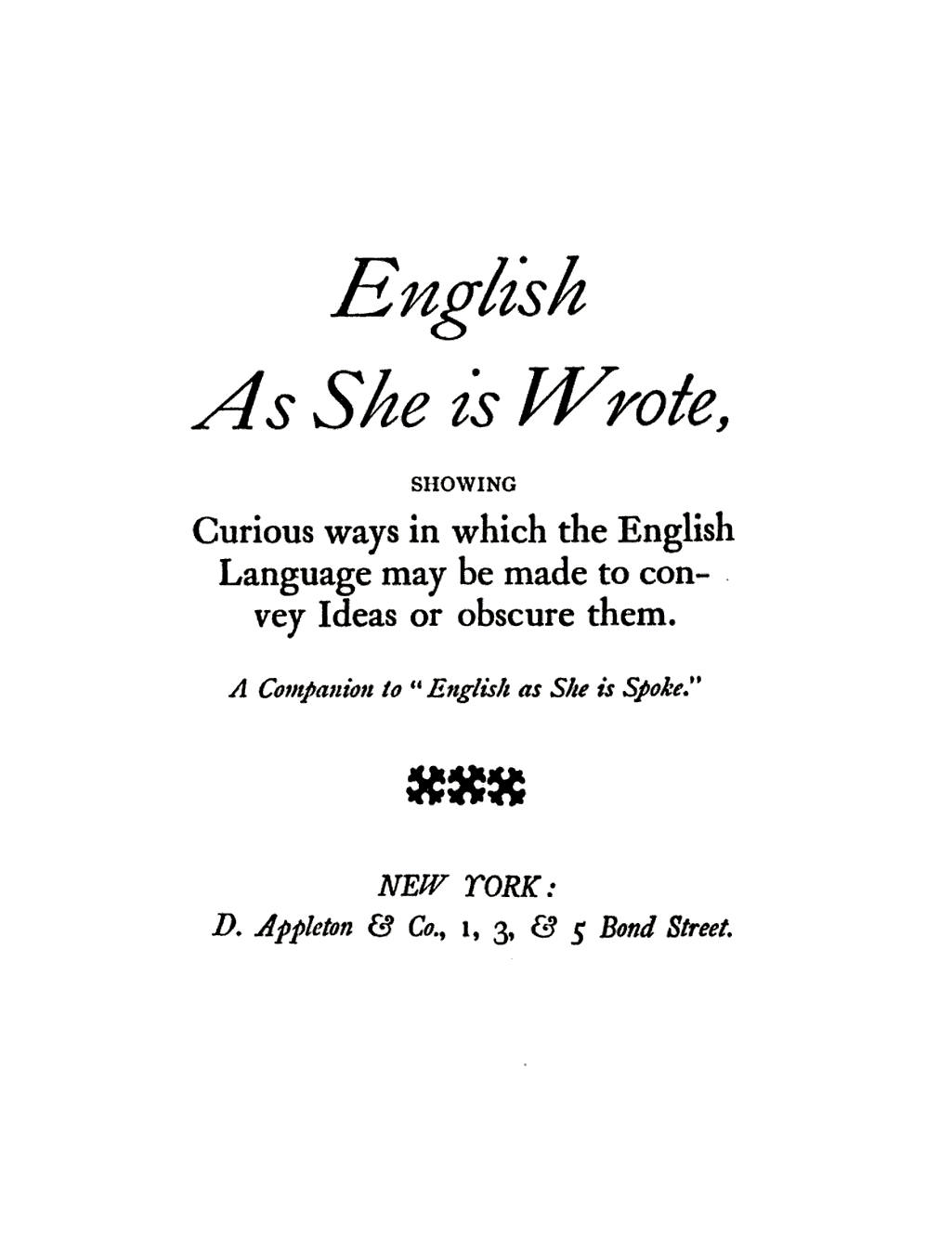
Page de titre dEnglish As She Is Wrote publié en 1883 par Appleton.

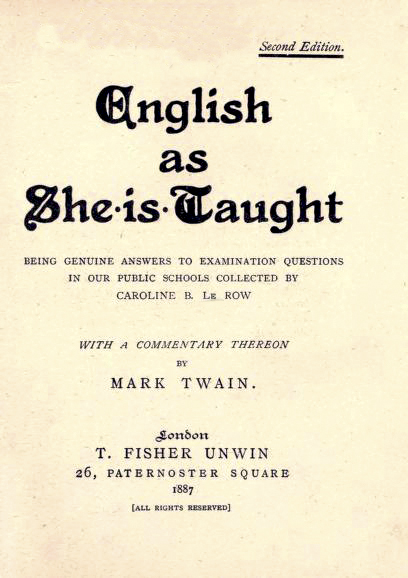
English As She Is Taught (1887), page de titre.

En novembre 1883, après sept rééditions de la première partie, Tuer publie une seconde partie d'English As She Is Spoke, intitulée (New Matter) "Her Seconds Part": English As She Is Spoke: Or A Jest in Sober Earnest — (Nouveau contenu) Ses secondes partent : L'anglais comme elle est parlait : ou une plaisanterie sobrement sérieuse —. Le titre se réfère à la mention qui clôt la première partie du Novo guia da conversação em portuguez e inglez, que Millington reprend dans sa « première partie », « End first part's », qui comporte un emploi fautif du génitif.
L'ouvrage, de 88 pages, se compose d'une introduction spécifique à la seconde partie, suivie d'une reprise de l'introduction de Millington et de la préface originale, d'une reprise sur six pages de contenu issu de la première partie mais nécessaire à la compréhension de l'introduction, puis, sur 50 pages, de morceaux choisis entièrement nouveaux, dont une partie de vocabulaire où figure à présent, sur une deuxième colonne, la prononciation figurée omise dans la première partie. L'ouvrage est en outre agrémenté de quatre bois gravés figuratifs.

Bois gravés ornant Her Seconds Part
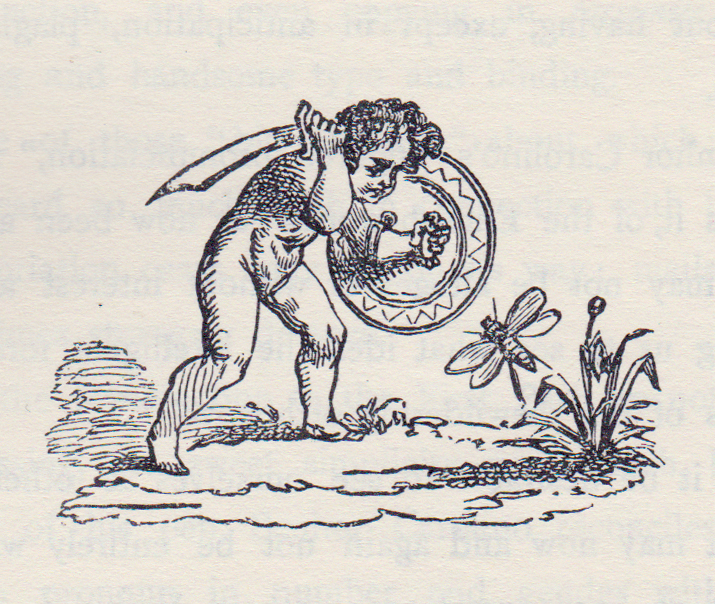
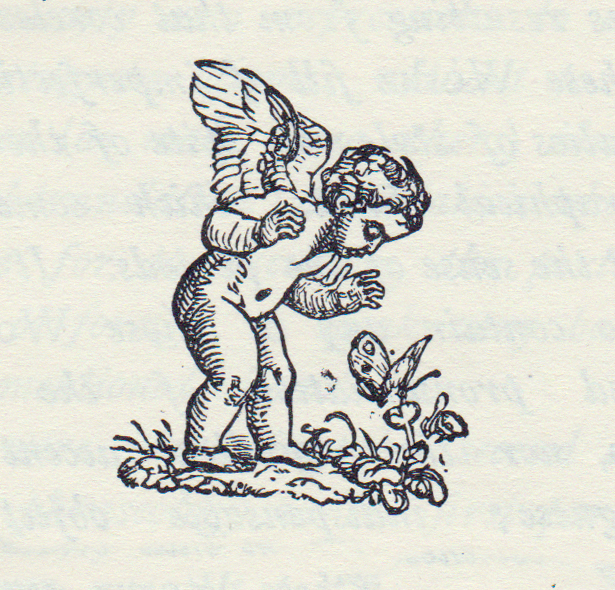
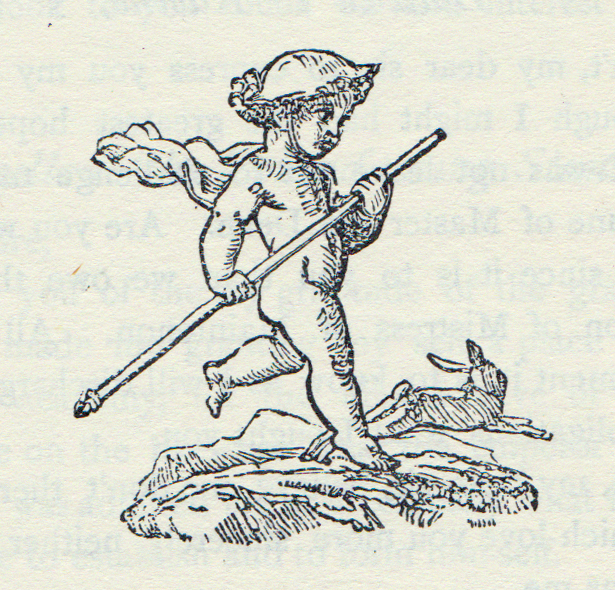
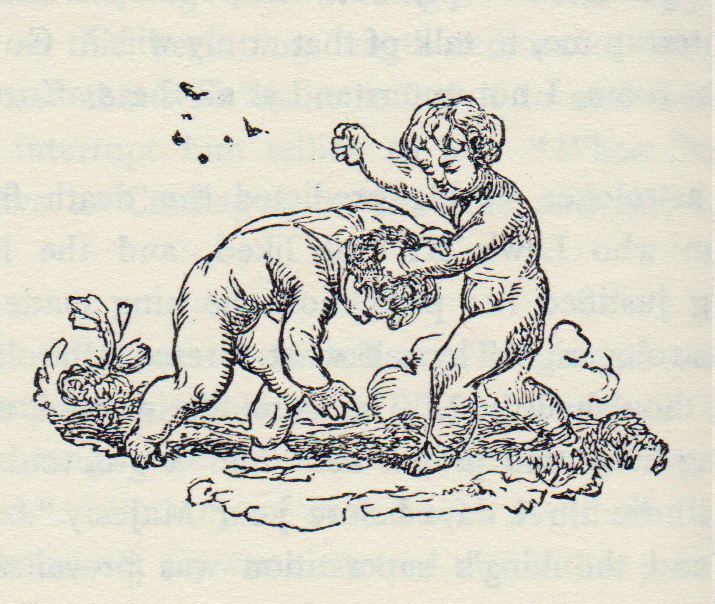

Dans son introduction, Millington dénonce le piratage de l'éditeur américain Appleton : 

« "English As She Is Spoke" est un gibier trop gras pour avoir échappé aux braconniers littéraires de l'autre côté de la mer. MM. Appleton, de New York, se le sont appropriés sans le prétexte d'une reconnaissance, en ajoutant considérément l'introduction de l'éditeur [Millington lui-même] à leur butin et copiant même en facsimilé la police et la couverture, aussi frappantes que gracieuses. »

L'ouvrage est immédiatement publié aux États-Unis par Putnam. De son côté, Appleton publie un ouvrage cherchant à tirer profit de la notoriété de la première partie, intitulé English as She is Wrote: Showing Curious Ways in which the English Language May be Made to Convey Ideas Or Obscure Them; a Companion to "English as She is Spoke", dont The Critic note que la fausse ingénuité ne saurait être comparée à la sérieuse plaisanterie d'English As She Is Spoke.

En outre, Millington « suggère un plagiat » — selon l'expression de Leslie Shepard — de la part de Mark Twain. Dans l'introduction de la première partie, Millington observait que « notre instructeur s'emploie, d'une manière générale, selon l'orthodoxie portugaise, à faire accorder en genre et en nombre le pronom possessif [avec le substantif auquel il se rapporte] et il insiste, en vrai patriote de la grammaire, pour que le substantif [anglais] ait le même genre que dans sa langue ». De son côté, Mark Twain remarque, dans une note de son introduction, que l'on peut 

« observer dans le livre — parmi mille autres signes de l'innocence et de la sincérité de l'auteur — que [l'auteur] a tenu pour acquis que dans notre langue, comme dans celles de l'Europe continentale, l'article indéfini a un sexe. Voyez la section intitulée « Degrés de parenté ». Il ne viendrait à l'idée de personne d'inventer une telle erreur, mais c'est une erreur qu'un étranger ignorant peut très bien commettre. »

 Cela conduit Millington à l'affirmation suivante : 

« Dans l'introduction de la première partie, nous relevions au passage avec quelle charmante simplicité le Senhor Carolino réconcilie en nombre et en genre, d'un trait de plume, le pronom anglais avec le substantif auquel il se rapporte, par déférence à la conception portugaise orthodoxe de l'éternelle adéquation des questions grammaticales. Il est agréable de découvrir que Mark Twain, dans sa préface à une autre édition américaine d'English As She Is Spoke, fait une découverte semblable et il est rassurant de se sentir écrire en consonance avec les pensées d'un auteur célèbre, sans l'avoir plagié, sinon par anticipation. »

Pourtant, comme le relève Leslie Shepard, c'est dès avril 1882 — au même moment que Tuer trouvait enfin un exemplaire de l'édition parisienne — que Twain avait rédigé cette introduction. Il y fait d'ailleurs référence à son intérêt ancien pour le livre, qui remonte vraisemblablement à l'époque de sa collaboration au Californian et qui perdurera après la rédaction de cette introduction. Twain prendra en outre acte de la notoriété du titre choisi par Tuer pour l'anthologie anglaise, dans la recension, qu'il publie en 1887, d'un autre ouvrage au titre dérivé, English As She Is Taught,.

## Réception

### Réception de l'édition originale

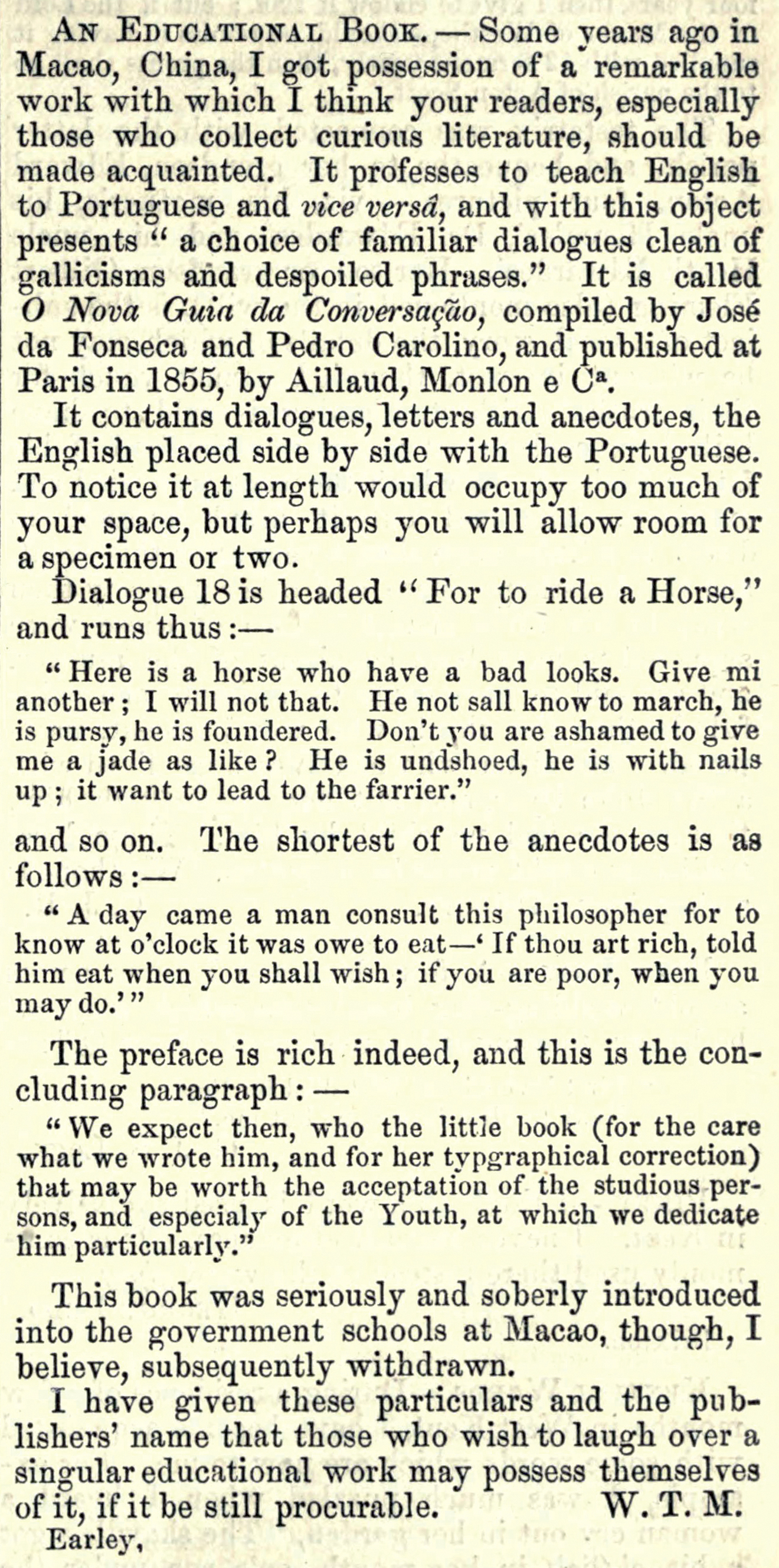
Recension du livre dans Notes and Queries en janvier 1869.

En septembre 1858, la revue littéraire anglaise Athenæum publie une recension de l'ouvrage. Selon son auteur, l'anglais du Novo guia ressemble tant à du pidgin qu'il suppose que ses auteurs l'ont étudié à Hong-Kong. Il ne trouve à leur œuvre qu'un seul mérite : elle n'a rien d'ordinaire ou de médiocre, « c'est probablement le pire ouvrage de cette sorte au monde, qui mérite en tant que tel le respect dû à la prééminence, quelle qu'en soit la nature ». Frappé par le fait qu'il semble s'agir d'une seconde édition, il déplore les conséquences désastreuses qu'a pu avoir la première pour les « innocents jeunes Portugais » s'étant fiés aux « leçons de M. da Fonseca » et donne de nombreux exemples des « délires » de l'ouvrage. L'article est remarqué par plusieurs périodiques britanniques qui résument ainsi le jugement de l'Athenæum : « le pire livre du monde ».
L'ouvrage est également remarqué aux États-Unis : en mars 1860, le Harvard Magazine publie une critique du Novo guia, considéré comme une « curiosité littéraire », en soulignant, comme l'avait fait l'Athenæum la drôlerie involontaire de sa préface. L'auteur de la recension soutient sur le mode comique que le lecteur anglais ne saurait se considérer comme insulté par la teneur de l'ouvrage. En juin puis en juillet 1864, The Californian (en), un journal littéraire de San Francisco auquel Mark Twain vient de commencer à contribuer, consacre deux longs articles à l'ouvrage, essentiellement composés de citations de ce dernier,. Un article publié en 1866 par le Massachusetts Teacher commence par présenter des excuses aux lecteurs pour avoir tardé à rendre compte d'un ouvrage déjà fameux, mais se justifie en invoquant la difficulté à trouver ce dernier, déjà rare.
En mai 1867, Edward Gould Buffum (en), correspondant à Paris du New York Herald, publie dans The Galaxy un article sur « l'anglais parisien », dont la majeure partie est dévolue à l'ouvrage signé de Fonseca et Carolino, un « petit livre » qui éclipse, selon lui, tous les mauvais traitements que font subir à sa langue les menus des restaurants parisiens. Il relève que plusieurs auteurs avant lui ont attiré l'attention sur ce « remarquable livre », qu'il déniche lui-même par hasard chez un bouquiniste des quais de la Seine, et se dit rassuré que les jeunesses portugaise et brésilienne ne soient plus exposées au risque de croire y apprendre l'anglais, l'entière édition de l'ouvrage étant désormais épuisée, acquise jusqu'au dernier exemplaire par « les chasseurs de curiosité et les amateurs de littérature rare ».

En août 1867, le magazine américain The Round Table publie à son tour un article sur l'ouvrage, qui se réfère à celui de Buffum et à celui, plus ancien, du Harper's Magazine. L'article est republié le mois suivant dans le Littel's Living Age. L'auteur signale comme Buffum la rareré de l'ouvrage, qui est « impossible à trouver pour moins que son pesant d'or, qu'il vaut largement, et que même à ce prix on ne saurait envier qui consentirait à se séparer d'un tel trésor ». Mais il estime aussi que les recensions précédentes sont loin d'avoir épuisé le sujet, 

« en particulier parce qu'elles n'attirent pas l'attention sur [...] une des caractéristiques les plus drôles du livre : l'évidence intrinsèque que le texte anglais a été assemblé de manière décousue à l'aide d'un dictionnaire [...] chaque mot semble avoir été traduit séparément sans la moindre relation avec son contexte. »

 L'auteur de la recension s'attache par conséquent à examiner en détail le processus d'élaboration du texte anglais. Il note tout d'abord que lorsqu'un terme portugais a plusieurs traductions en anglais selon le contexte, les auteurs du Novo guia choisissent souvent celle dont le sens est le moins approprié. Ainsi pouco peut se traduire dans certains contextes par few, mais pouco a pouco o passaro faz seu ninho ne peut être rendu par few, few the bird make her nest (voir ci-dessus). Mais ces mauvais choix de traduction ne suffisent pas à rendre compte des bizarreries du texte anglais, et l'auteur de l'article se trouve en difficulté pour expliquer par quel « inconcevable » mystère « É mais conhecido que cão ruivo » (il est plus connu qu'un chien jaune) est rendu par « He is more knowed than Barrabas to the passion », en l'absence de prise en compte du guide luso-français qui donne pour équivalent de l'expression idiomatique portugaise « Il est plus connu que Barrabas à la passion », ou pourquoi « Agua molle em pedra dura, tanto dà até que fura » (l'écoulement continu use la pierre) est rendu par « To force to forge becomes smith », sans le truchement de l'équivalent français de l'expression idiomatique portugaise donné par Fonseca, « À force de forger, on devient forgeron ». Il note toutefois qu'il y a « beaucoup de preuves amusantes au fil du livre que la traduction a été faite à l'aide d'un dictionnaire français » et en donne pour exemple la traduction de « Elle pesca em agua turva » (il pêche en eau trouble) par « He sin in trouble water », pêcher ayant été confondu avec pécher.
En janvier 1869, la revue britannique de lexicographie Notes and Queries publie un témoignage d'un lecteur disant être entré en possession, quelques années plus tôt, de ce « remarquable ouvrage », à Macao, où il avait été « sérieusement et sobrement introduit dans les écoles gouvernementales [...] puis ultérieurement retiré ».

### Réception de l'édition Tuer

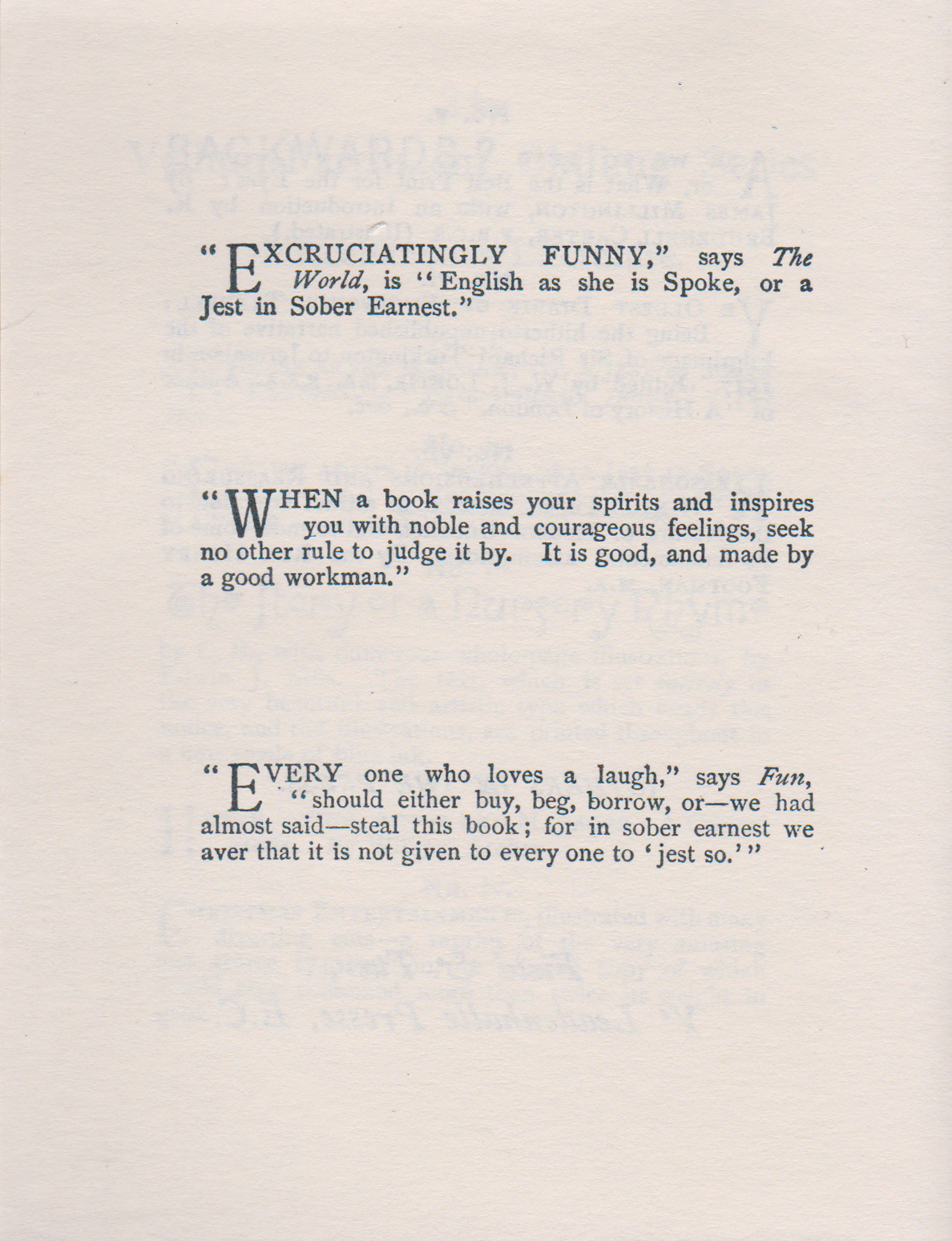
Extraits d'articles reproduits dans Her Seconds Part.

L'ouvrage, publié en mars 1883, cause une « émotion » dans la presse britannique. Le Referee le trouve « charmant » et ne doute pas qu'il prendra « le premier rang parmi les livres d'humour de la saison » ; le Manchester Evening News estime que ce petit livre « provoque la gaieté à toutes les lignes » et qu'il est vraiment, comme il le prétend, une « plaisanterie sobrement sérieuse » (a joke in sober earnest) ; le Manchester Courier and Lancashire General Advertiser le trouve « divertissant » ; le Bristol Mercury trouve que ce livre fait « rire aux éclats » et prouve que « les faits affirment leur supériorité sur la fiction » ; le Western Daily Press trouve l'ouvrage très amusant mais suggère qu'il n'est qu'en partie une reproduction de celui de Carolino, Millington pouvant en être « l'auteur ou le compilateur » ; le Liverpool Mercury estime au contraire qu'aussi « monstrueux et complètement incroyable » que cela puisse sembler, Carolino est bien l'auteur de l'ouvrage, ce qui rend ce dernier « nécessairement et atrocement drôle ».
En Australie, les commentaires sont tout aussi laudatifs : le Mercury de Hobart trouve le livre « atrocement drôle » mais tient à préciser à ses lecteurs que la « dernière petite blague » de l'éditeur Tuer n'en est pas une et le Brisbane Courier recommande d'emporter en voyage ce « petit livre concis » qui contient le nécessaire pour « toutes les urgences possibles ».
La réception par le public britannique est « enthousiaste » : l'ouvrage « devient l'équivalent victorien d'une vidéo virale ».

## Rééditions notables

### Au Royaume-Uni
En 1960, l'éditeur anglais Lions and Unicorn Press, une émanation du Royal College of Art, publie une « fastueuse » édition d'English As She Is Spoke, limitée à 200 exemplaires. Elle comporte une introduction de Paul Jennings, qui considère le texte comme « destiné à mettre un terme à tous les guides de conversation ». Des extraits des « dialogues familiers » y « légendent » les « splendides » aquarelles d'Edward Bawden (en), qui représentent le Portugal plutôt qu'elles n'illustrent le texte.

### Aux États-Unis

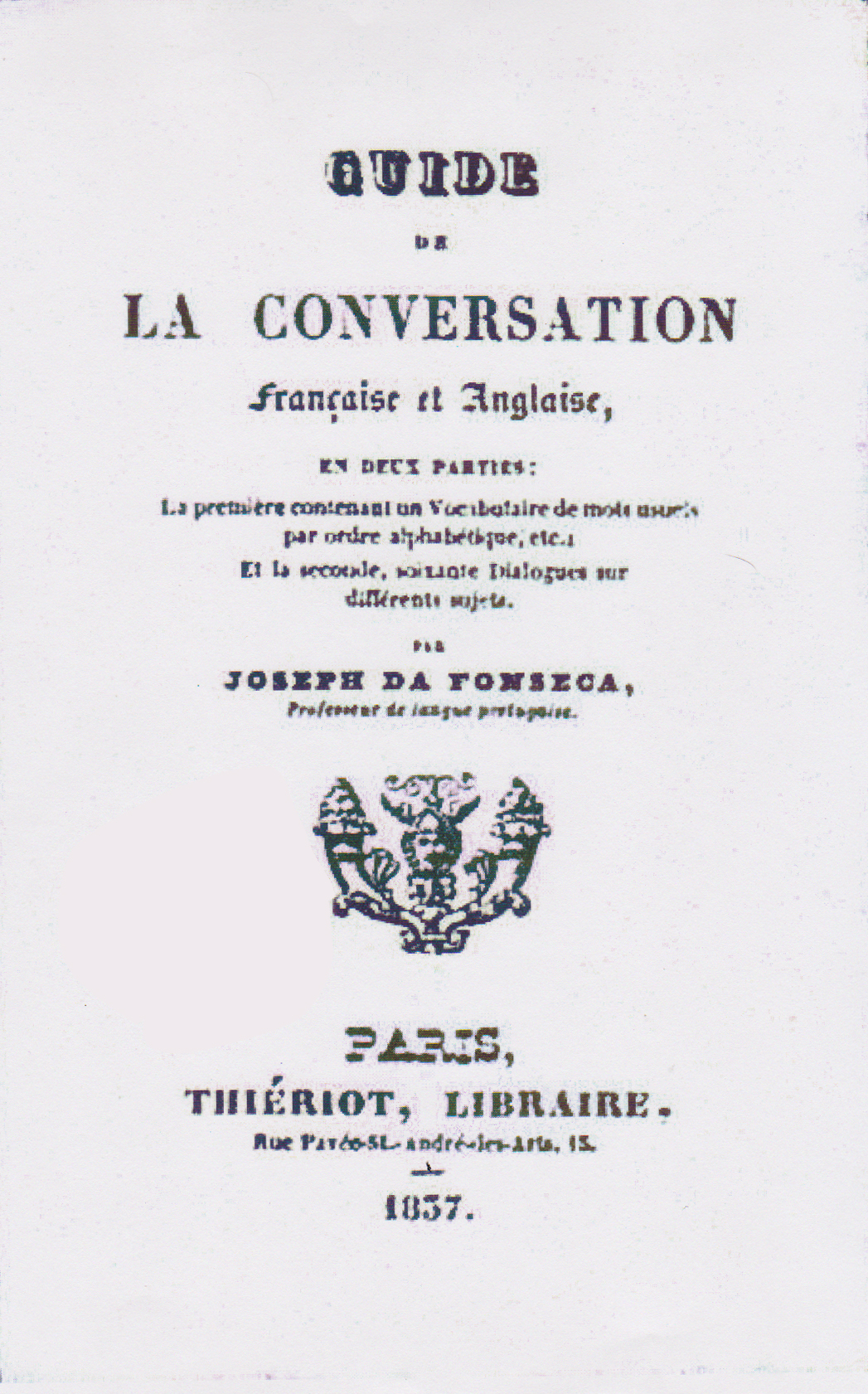
Page de titre du Guide de la conversation française et anglaise de José da Fonseca (1837).

En 2002, l'éditeur américain McSweeney's (en) publie une nouvelle sélection de morceaux choisis du Novo guia, intitulée English As She Is Spoke: Being a Comprehensive Phrasebook of the English Language, Written by Men to Whom English Was Entirely Unknown. Dans l'introduction de cet ouvrage, Paul Collins souligne qu'« English As She Is Spoke » est rapidement devenu « synonyme d'erreur linguistique » et que la presse anglophone y fait souvent référence à titre d'exemple de maltraitance de la langue. Il affirme que 

« bien que José da Fonseca (1788-1866) ait été mémorablement décrit par Twain comme un « idiot honnête et droit », il avait à son actif une longue et respectable liste de publications en matière de poésie, de linguistique et de traduction avant de s'embarquer dans la funeste écriture du Novo Guia. On en sait moins sur Pedro Carolino, mais il avait précédemment écrit un manuel de correspondance […] Ils avaient un sérieux problème : ils ne connaissaient pas l'anglais. Pire encore, ils ne possédaient pas un dictionnaire anglais-portugais. Ils semblent toutefois avoir disposé d'un dictionnaire portugais-français et d'un dictionnaire français-anglais. »

À la suite de plusieurs courriers d'Alexander MacBride,, un étudiant en linguistique à l'université UCLA, Collins présente ensuite une version révisée de cette analyse sur son site. En s'appuyant sur les publications de Fonseca antérieures au Novo guia recensées au catalogue de la Bibliothèque nationale de France, Mac Bride conteste la version de Collins, selon laquelle l'ouvrage aurait été produit par Fonseca et Carolino à l'aide d'un dictionnaire portugais-français et d'un autre, français-anglais, et argue plutôt pour une traduction par le seul Carolino, à l'insu de Fonseca, à partir du guide de conversation luso-français de Fonseca, en s'appuyant sur l'analyse de Leslie Shepard dans la version publiée en 1967 de son histoire de la publication du guide. Il conteste également l'affirmation de George Monteiro que Carolino ne serait qu'un pseudonyme de Fonseca,. Il avance au contraire que Fonseca avait une connaissance « solide » de l'anglais, en s'appuyant sur sa publication d'un guide de conversation franco-anglais, qui révèle de « solides connaissances de l'anglais », et d'une « traduction » des Voyages de Gulliver.

### Au Brésil
En 2002, l'éditeur brésilien Casa da Palavra publie une réédition du Novo guia dans sa version de 1855,,, qui constitue la première publication de l'ouvrage au Brésil. Dans la préface de cette édition, Marcelo de Paiva Abreu note que l'ouvrage est absent des principales bibliothèques publiques du Portugal et du Brésil. Il prend ses distances vis-à-vis de la thèse de Mark Twain, selon laquelle l'auteur, supposé unique, serait un « idiot honnête », en distinguant soigneusement le cas de José da Fonseca, « à la réputation irréprochable » de celui de Pedro Carolino, « si tel était son nom », qu'il considère comme « un escroc génial doté d'un énorme sang-froid ».

### Au Portugal
En 2016, Carlos Maria Bobone, un journaliste du périodique lisboète Observador, y publie un article où il s'étonne qu'un écrivain portugais aussi internationalement connu que Pedro Carolino, comparé par Mark Twain à Shakespeare, ne suscite pas « l'orgueil des patriotes » portugais. Au même moment, les éditions Serrote de Lisbonne annoncent la publication, pour la première fois au Portugal, d'un facsimilé de l'édition de 1855 du Novo guia.

## Appréciations contemporaines

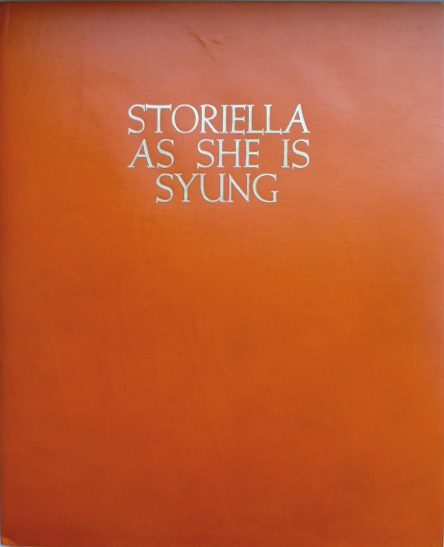
Couverture en vélin orange de Storiella As She Is Syung de James Joyce (1937).

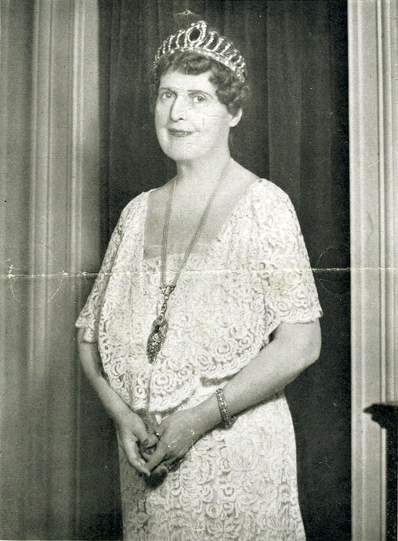
Pour Leslie Shepard, Pedro Carolino est la Florence Foster Jenkins de la linguistique.

Le livre est considéré en 1979 par Stephen Pile comme le pire guide de conversation jamais publié, et en 1988 par le Reader's Digest, comme le plus trompeur. Pour Wilfrid Rotgé, il s'agit d'un « cas extrême et caricatural » de méthode de langue, qui empêche véritablement d'apprendre la langue qu'elle est censée enseigner. Pour le magazine Verbatim, le guide est « un assaut naïf, sérieux et finalement inspiré de la richesse de la langue ». En 2006, le libraire londonien Brian Lake, co-auteur du livre Fish Who Answer the Telephone and Other Bizarre Books, le considère comme « le plus durable et le plus attachant » de tous les livres de son genre,. Le livre est non seulement considéré comme un exemple parfait de mauvaise traduction, « à mi-chemin de l'escroquerie et de l'incompétence », mais aussi salué en 2007 par Ben Granger pour la « pureté de son intention aléatoire », considéré en 2011 par Mike Drucker comme un « urtext d'humour involontaire » et Paul Auster, interrogé par le New York Times en 2017 sur ses livres préférés, le considère comme du « pur Dada »,. De son côté, le libraire anglais John Collins inscrit l'affection pour l'ouvrage dans le contexte plus large de l'intérêt pour l'absurdité des situations envisagées dans les guides de conversation, collectivement décrites en anglais par l'expression « my postillion has been struck by lightning » (mon postillon a été frappé par la foudre),.
Plusieurs auteurs font référence à l'ouvrage, dont James Joyce, dans une pré-publication d'un chapitre de Finnegans Wake en 1937, intitulée Storiella As She Is Syung, ; John Lennon, dans le texte intitulé « At the Denis » du recueil En flagrant délire (1964) ; et les Monty Python, dans un sketch de 1970 intitulé Dirty Hungarian Phrasebook,,. L'ouvrage intéresse également les linguistes, notamment sur le plan des enjeux de communication de la grammaire et du traitement automatique du langage naturel. Le livre a un statut « quasi légendaire » en matière de traduction et l'expression « English as she is spoke » est plus généralement employée pour désigner les difficultés des étrangers à parler l'anglais comme les anglophones de langue maternelle,. Elle donne en outre lieu à de multiples déclinaisons, comme Elvish as She Is Spoke. La traduction littérale de Carolino est souvent comparée à celle de traducteurs automatiques comme Babel Fish ou Google Traduction,,.
Leslie Shepard considère Pedro Carolino comme la « Florence Foster Jenkins de la linguistique » et ajoute que « son œuvre inspirée a procuré, dans toutes ses versions, depuis plus d'un siècle, un plaisir innocent au monde anglophone ». L'anthropologue américain Jerry Won Lee a une approche plus nuancée de cette « innocence » et se demande si ce plaisir, qu'il ne nie pas, n'est pas dû à la stigmatisation de « pratiques translingues », à l'instar de celle de l'engrish, et ne serait pas une « forme socialement acceptable » de « racisme poli ».
Ce livre reste toutefois une énigme : les recherches contemporaines, en particulier celles de Paulo Motta Oliveira, Rita Bueno Maia, Telmo Verdelho ou João Paulo Silvestre, ont réhabilité le rôle et l'importance de José da Fonseca et de Jean-Pierre Aillaud mais n'expliquent pas comment un auteur et un éditeur aussi sérieux ont pu être associés à une telle « curiosité littéraire ». Nul ne sait si Pedro Carolino Duarte était irréaliste ou simplement impécunieux et Jerry Won Lee concède qu'il est peu vraisemblable que sa traduction soit le fruit d'un humour volontaire, quand bien même il se « plaît à l'imaginer ». Leslie Shepard — qui estime que Carolino ne perdit jamais confiance dans sa maîtrise de l'anglais — en est réduit à se demander ce qu'en pensait José da Fonseca et Paul Collins — qui affirme à tort que Fonseca ne parlait pas l'anglais —, à estimer qu'il est peut-être préférable pour lui qu'il soit mort avant la réédition de 1869 et qu'il n'ait pas eu connaissance des moqueries suscitées par l'ouvrage.

## Éditions de référence des guides luso-français et luso-anglais de Fonseca et Carolino
- Guides signés du seul Fonseca :
  - (pt) José da Fonseca, O Novo guia da conversação em francez e portuguez, Paris, J.-P. Aillaud, 1836, 118 p., in-16 (BNF 30446607).
  - José da Fonseca, Guide de la conversation française et anglaise, en deux parties, Paris, Thiériot, 1837, 278 p., in-18 (BNF 30446594)  — Réédité en 1846 par Thiériot (BNF 30446595).  — Selon la banque de données Emmanuelle, qui recense les manuels scolaires publiés en France depuis 1789, cet ouvrage fait l'objet d'une « forte présomption » d'usage scolaire[212].
  - (pt) José da Fonseca, O Novo guia da conversação em francez e portuguez, Paris, Va de J.-P. Aillaud, Monlon e Ca, 1853, 182 p., in-16 (BNF 30446608).
  - Joseph da Fonseca, Le Nouveau guide de la conversation en français et portugais, Paris, Vve J.-P. Aillaud, Monlon et Cie, 1854, 182 p., in-16 (BNF 30446610, lire en ligne).
- Guide signé de Fonseca et Carolino :
  - (pt) José da Fonseca et Pedro Carolino, O novo guia da conversação em portuguez e inglez, Paris, Va de J.-P. Aillaud, Monlon e Ca, 1855, 182 p., in-16 (BNF 30446609, lire en ligne).
- Guides signés du seul Carolino :
  - (en) Pedro Carolino, The New Guide of the conversation in Portuguese and English, Peking and to the house of all the booksellers of Paris, 1869, 182 p., in-16 (BNF 30198189).
  - (en) Pedro Carolino et James Millington (introduction), English As She is Spoke : Or A Jest in Sober Earnest, Londres, Field & Tuer, Ye Leadenhalle Presse, coll. « The vellum-parchment shilling series of miscellaneous literature » (no 1), 1883, 60 p., in-16  — Tirage de tête de 6 exemplaires sur vélin titrés à l'or fin, au prix d'une guinée[136]. Réédition en fac-similé en 1967 par Gale Research Company, Detroit, avec une introduction de Leslie Shepard[107].
  - (en) Pedro Carolino et James Millington (introduction), (New matter) "Her Seconds Part" : English As She is Spoke : Or A Jest in Sober Earnest., Londres, Field & Tuer, Ye Leadenhalle Presse, coll. « The vellum-parchment shilling series of miscellaneous literature » (no 1a), 1883, 88 p., in-16  — Tirage de tête de 6 exemplaires sur vélin titrés à l'or fin, au prix d'une guinée[135]. Réédition en fac-similé en 1978 par Gale Research Company, Detroit, avec une introduction de Leslie Shepard[107].
  - (en) Pedro Carolino et Mark Twain (introduction), The New Guide of the conversation in Portuguese and English, Boston, James Osgood, 1883, 182 p., in-16.